# Regimiento de Infantería «Castilla» n.º 16
El Regimiento de Infantería «Castilla» n.º 16 (desde el año 2015 Regimiento Acorazado) es una unidad polivalente del Ejército de Tierra español, aunque hasta la última reforma orgánica del Ejército de Tierra siempre estuvo integrada en el arma de infantería. Se creó por iniciativa de Pedro de Alcántara Álvarez de Toledo, XIII duque del Infantado, que fue además su primer coronel. El 3 de abril de 1793 se cursó la petición de la creación del Regimiento al rey Carlos IV, quien contestó afirmativamente el 15 de abril de ese mismo año. Su primera denominación fue la de Regimiento Voluntarios de Castilla, según notificación del ministro de la Guerra de fecha 25 de abril de 1793, en la que se transmite el deseo del rey de que se le imponga el citado nombre. El Regimiento se fundó con tres batallones de cuatro compañías de fusileros cada uno.
Tiene el sobrenombre de «El Héroe», apodo alcanzado por la valentía mostrada contra los franceses en el segundo sitio de Zaragoza, especialmente en la toma a la bayoneta del monte Torrero y en la defensa del Convento de Jesús el 21 de diciembre de 1808. Según citó el capitán de infantería Antonio Gil Álvaro en 1893, «ese mote es debido a la actuación del Regimiento durante el segundo sitio de Zaragoza». La Junta Suprema, situada entonces en Cádiz, decretó que estas fuerzas fueran denominadas como «Beneméritas de la Patria» por su «grado heroico y eminente».
El 26 de julio de 1852, la reina Isabel II concedió la Cruz Laureada de San Fernando colectiva al Regimiento y la «corbata» correspondiente para su bandera por su «mérito heroico» en las acciones sostenidas el 23 de mayo de 1839 en las canteras de Utrillas, en la provincia de Teruel, contra las fuerzas carlistas. El Regimiento Voluntarios de Castilla fue el origen del posterior Regimiento de Infantería Castilla n.º 16, que a su vez lo fue del actual Regimiento de Infantería Mecanizada Castilla n.º 16, una vez llegaron a su acuartelamiento de Badajoz los primeros carros de combate y demás medios mecanizados, siendo su primer jefe desde el 17 de febrero de 1966 el teniente coronel Adolfo Rovira Recio.
Su escudo está formado por un castillo de oro, almenado, donjonado de tres torres y ornado de sable en campo de gules y pendiente de la punta inferior la Cruz de San Fernando con piezas armeras; el castillo recuerda la región de su denominación.

## Antecedentes
Cuando en enero de 1793 guillotinaron al rey de Francia Luis XVI —suceso culminante de la revolución iniciada en Francia cuatro años antes— y, dado que aquel era pariente de Carlos IV, rey de España en esa época, un sentimiento de horror hizo presa en todos los niveles de los estamentos sociales, políticos y religiosos españoles. Dentro de la clase política había, sin embargo, posiciones bien distantes: algunos, como el conde de Aranda, antiguo ministro del rey Carlos III, no eran partidarios de la injerencia en los asuntos internos del país vecino, mientras que otros eran totalmente partidarios de declarar la guerra a Francia. El nombramiento en mayo de 1793 del pacense Manuel Godoy, miembro de la segunda facción, como capitán general y, por tanto, responsable político y militar de la guerra, fue el hecho que movió el equilibrio inestable de opiniones hacia la intervención.
La estructura del ejército en aquella época era totalmente atípica, ya que tenía un gran número de mandos y unos efectivos muy escasos de oficiales de graduaciones inferiores y soldados, situación que se define como «macrocéfala», pues a cada teniente general le correspondían unos 150 soldados de los 50 000 militares totales. Al entrar el ejército en campaña, se manifestó palpablemente la escasez de recursos materiales y humanos, de aprovisionamiento de municiones, víveres e impedimenta para que pudieran atender a la artillería e infantería.

## Documentos de su creación
Se conservan completos los textos de los tres documentos que marcaron la creación del Regimiento de Voluntarios de Castilla.

### Instancia del XIII duque del Infantado al rey
Madrid, a 3 de abril de 1793. D. Pedro de Toledo y Salm Salm, Duque del Infantado, penetrado de los justos rendimientos que han determinado el Augusto ánimo de V. M. a declarar la guerra a los franceses, lleno del mayor interés por el honor de la Corona y amor de V. M., deseando en tales circunstancias coadyuvar a vuestros soberanos designios, tiene la honra de ofrecer a V. M., tanto su persona como todos sus bienes y facultades, suplicándole se digne admitirle en particular la oferta de un Regimiento de Infantería, que levantará prontamente con gente voluntaria de sus propios Estados y con la denominación de "Auxiliares del Rey", juntamente con un tren de artillería de campaña según propone en el adjunto plan que demuestra el pie de fuerza del Regimiento con distinción de clases, el que ha dispuesto teniendo presente lo que últimamente se ha adelantado en la táctica militar de Europa. El principal motivo que ha tenido para elegir esta oferta a otras, el procurarse un medio de servir gratuita y personalmente en el Ejército en la clase de Coronel, a fin de dar el mismo ejemplo a los que se alisten, si V. M. se digna nombrarle Jefe del expresado Cuerpo y el de facilitar a V. M. la satisfacción de poder emplear una porción de tantos oficiales beneméritos que se hallan en el Ejército en calidad de reformados agregados a varios Regimientos de Infantería, los que tendrá V. M. a bien nombrar según fuese de su Real agrado, como desea el exponente por mayor servicio de V. M.

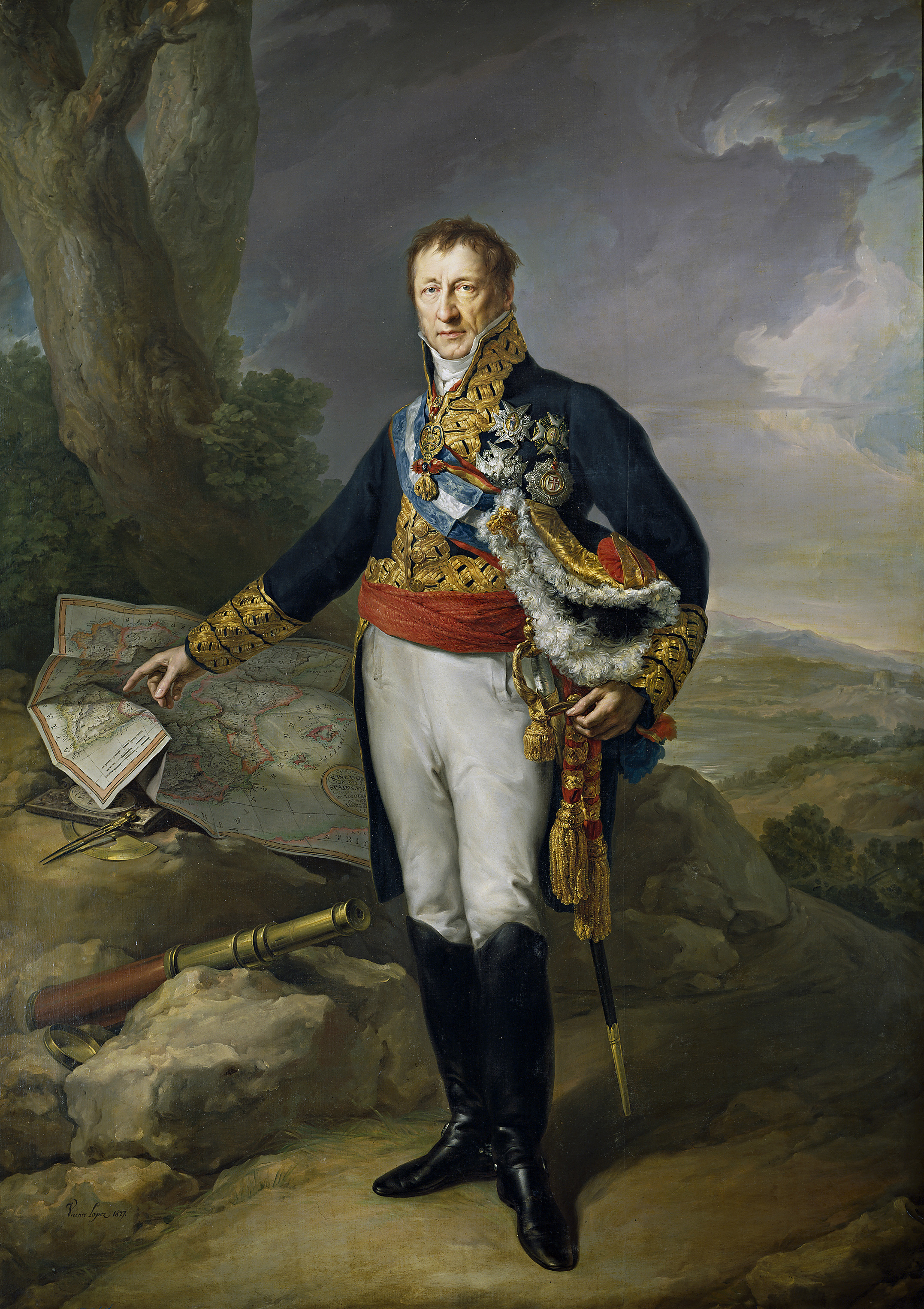
Pedro de Alcántara Álvarez de Toledo, XIII duque del Infantado, creador del regimiento

Si esta oferta mereciese la aceptación de V. M. solamente suplica el exponente se le conceda nombrar Teniente Coronel, Sargento Mayor y los Oficiales de la primera Compañía de Fusileros y de la de Cazadores para colocar gratuitamente en dichas plazas algunos Oficiales de distinguido nacimiento, celo y amor a vuestro Real Servicio.

### Aceptación de S. M. el Rey
Contestación del ministro de la Guerra en Aranjuez a 15 de abril de 1793:

El rey se ha enterado de la instancia de V. E. de 3 del corriente lo cual siguiendo los impulsos de su reconocimiento y amor al servicio, ofrece a S. M. levantar un Regimiento de Infantería con la denominación de Auxiliares del Rey en los términos que manifiesta el estado que incluye V. E. reclutando la gente al efecto en los pueblos de sus Estados.
S. M. ha visto con el mayor agrado una proposición tan recomendable y propia de su celo que admite benignamente y me ha mandado dar a V. E. las gracias de su Real nombre; pero a fin de que todos los cuerpos estén en el mismo pie y con la uniformidad que corresponde al mejor servicio, quiere el Rey que este nuevo Regimiento se componga de tres Batallones con el número y clase de individuos que expresa el Reglamento de 2 de septiembre último.
Se conforma S. M. con que V. E. sea Coronel del expresado Regimiento, según lo ha solicitado, dejando igualmente a su elección los sujetos que han de ocupar el empleo de Teniente Coronel y los oficiales de las primeras compañías de fusileros y de cazadores. El nombre que ha de tener el Regimiento lo determinará S. M.

### Denominación del Regimiento
El 25 de abril decía el Ministerio de la Guerra al duque del Infantado:

Habiendo admitido el rey la oferta que ha hecho el duque del Infantado de levantar un Regimiento vestido y armado y reclutando la gente de los pueblos de sus Estados, se ha servido S. M. mandar que dicho Regimiento lleve el nombre de Voluntarios de Castilla y se forme bajo el pie y fuerza de 1903 plazas que expresa el Reglamento de 2 de septiembre último.

## Historia

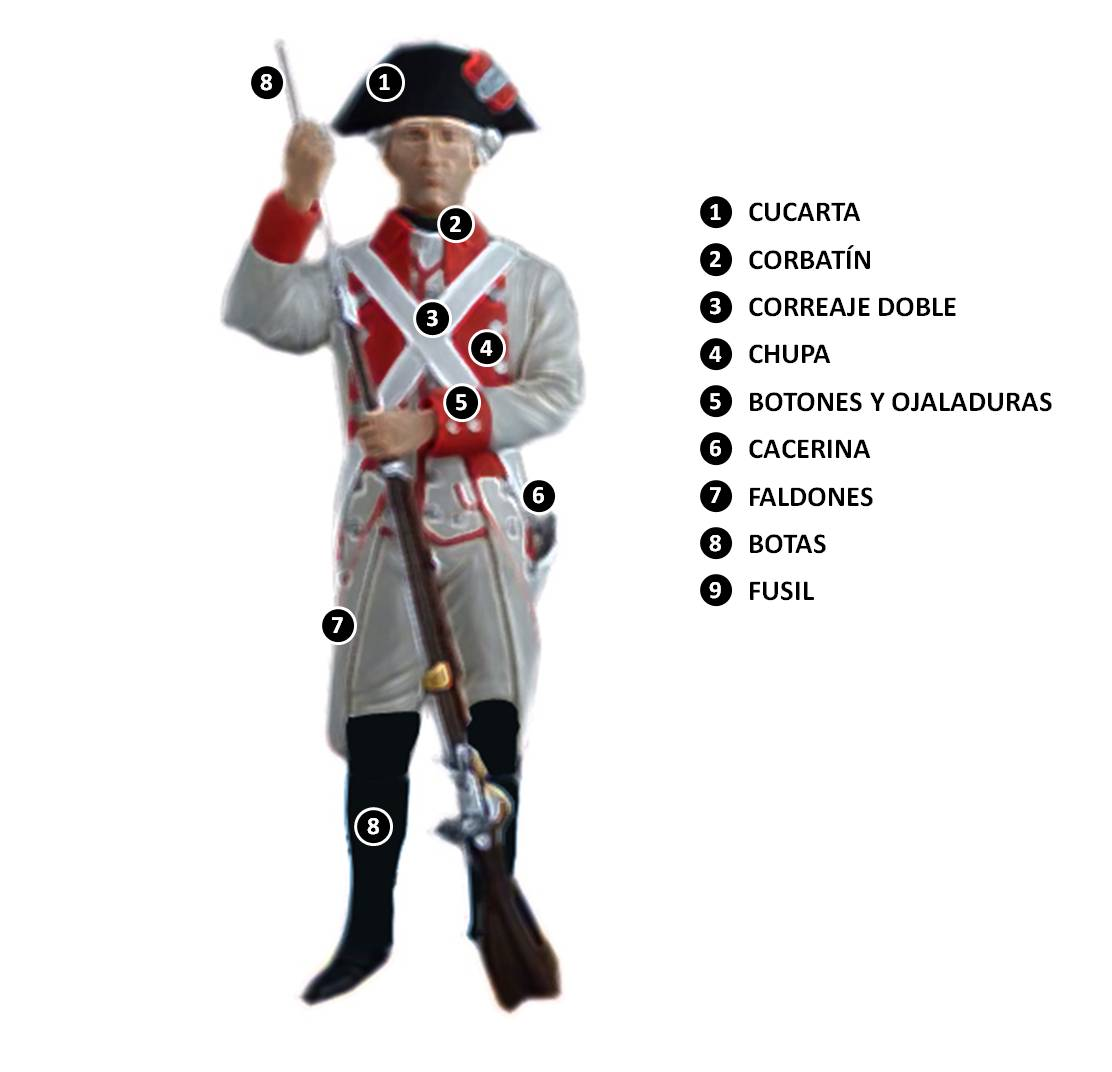
Soldado del Regimiento Voluntarios de Castilla

Anterior a la fundación del Regimiento, el uniforme de la infantería de línea se componía de sombrero con un galón y una presilla de galón de estambre blanco. El pelo, con un bucle a cada lado y recogido en coleta por detrás que llevaban ensebada y empolvada. Los calzones, casacas y chupas pasaron a ser de paño blanco y las solapas, collarines, barras y vueltas, de color carmesí. El uniforme de fusilero del Regimiento Voluntarios de Castilla en el momento de la creación y de acuerdo con el reglamento señalado en la Real Orden de 22 de junio de 1791 fue el siguiente: la casaca, la chupa y el calzón debían ser de color blanco y la solapa, el collarín, las vueltas y los vivos —filete, cordoncillo o trencilla que se pone por adorno en los bordes o en las costuras de las prendas de vestir— de color carmesí. Los botones debían ser blancos con la inscripción «Voluntarios de Castilla». No debían tener galones en el sombrero tricornio, pero sí una presilla blanca y botones blancos. La cucarda tenía que ser de lanilla encarnada, los correajes cruzados, de cuero blanco o ligeramente anteado, con cartuchera de vaqueta negra. Las polainas pasaron a ser de loneta cruda, abrochadas al costado, con jarreteras de vaqueta negra. Los zapatos debían tener tres suelas, de vaqueta negra, y con una hebilla de metal blanco.
Al inicio de la campaña del Rosellón el uniforme cambió mucho, sería de paño pardo, casaca corta y botín hasta medio muslo de paño negro. El poncho para abrigo era también de color pardo, el cual, si no se llevaba puesto, se ponía enrollado y terciado de izquierda a derecha. El sombrero era redondo con un ala levantada con presilla de estambre amarillo. Continúa a lo largo del siglo XIX y del XX la evolución en la uniformidad, hasta que a partir de 1988 se adoptó para toda la unidad el uniforme mimetizado con el terreno, siguiendo la tendencia de la mayoría de los ejércitos europeos modernos.
Una vez se tomó la decisión de intervenir en la guerra contra Francia, la nobleza aportó dinero y hombres, al igual que la Iglesia y las ciudades contribuyeron con medios económicos y materiales para la formación de cuerpos de ejército. El duque encargó en el mes de junio de 1793 al sargento mayor Joaquín Blake la organización del regimiento, el cual formó e instruyó al primer Batallón en Leganés y Vicálvaro, ambos en la periferia de Madrid. A continuación marchó hacia el Real Sitio de Aranjuez, donde el rey Carlos IV pasó revista y los ensalzó «por el buen y lucido porte de los Voluntarios de Castilla».

### Desde la campaña del Rosellón a la guerra de la Independencia española

#### Batallas del Rosellón y del Coll de la Creu del Principi
Para la acción bélica que se preparaba se formaron tres cuerpos de ejército: dos de ellos, de carácter defensivo, se situaron en Guipúzcoa y en Aragón, y el tercero, ofensivo, se situó en Cataluña, al mando del general Antonio Ricardos. En este tercer cuerpo de ejército se encontraban 1501 hombres del Regimiento Voluntarios de Castilla. Su primera acción de guerra tuvo lugar durante la guerra del Rosellón de 1794-1795. Al Regimiento Voluntarios de Castilla se le destinó al cuerpo de tropas que operaban en el alto de Vallespir y, precisamente el 19 de mayo de 1794, al comienzo de las hostilidades, el «Castilla» entró en combate en el Coll de la Creu del Principie, con el conde del Puerto como jefe. El conde de la Unión, general en jefe de las tropas españolas, hizo una extensa y muy favorable mención del Regimiento Voluntarios de Castilla por su bravura en la lucha y por los objetivos conseguidos.

#### Batallas de Terradas y La Junquera
En la época en la que el regimiento estuvo en las montañas de Muga al mando del general Juan de Courten, ya se conocía su experiencia táctica como consecuencia de las gestas anteriores en la guerra del Rosellón y Luis de Marcillac lo reflejó con un elogio de esa unidad por sus valerosas acciones llevadas a cabo al pie de la montaña de Terradas con estas palabras:

Courten estaba al pie de la montaña de Terradas, dos veces sus tropas van a la carga, y dos veces son rechazadas, por tercera vez con bayoneta calada se arrojan dentro de las baterías enemigas y llegan a hacerse dueñas de ellas.

En esa sangrienta acción resultó herido su sargento mayor, Blake. En la noche del 17 de agosto, unidos el primer y segundo batallón, avanzaron hacia La Junquera. El primer batallón se apoderó de La Junquera al amanecer del día 21, pero tuvo que retroceder al no poder resistir el ataque de los franceses. Unos meses antes, el 19 de noviembre, las fuerzas francesas atacaron la posición española de Figueras donde, después de un duro y sangriento combate, murió el general en jefe español —el conde de la Unión— y el regimiento «Castilla» se retiró a sus cuarteles de Gerona.

#### Batallas de Bañolas y Pontós
A principios de 1795 fue tomada la plaza de Rosas por las tropas del «Castilla», pero, a su vez, los franceses aparecieron en marzo con siete mil soldados y trescientos caballos en Besalú. En maniobra de ataque, el Voluntarios de Castilla, al mando del general Gonzalo O'Farril, marchó sobre Bañolas para atacar a los franceses y obtuvo la victoria. El regimiento también tuvo en su historial bélico la participación el 13 de julio de ese mismo año en la batalla de Pontós, bajo el mando del marqués de la Romana.

#### Toma del Fuerte Manuel
Días después de la batalla de Pontós partieron el Regimiento Voluntarios de Castilla y otros militares de infantería con la misión de apoderarse de un punto altamente fortificado llamado Fuerte Manuel, que estaba situado en una altura extremadamente escabrosa y de muy difícil acceso, de tal forma que los soldados tenían que trepar por una estrecha senda en fila de a uno. Los asaltantes, quienes sorprendieron a los centinelas y, mientras las tropas francesas estaban resguardadas en retaguardia, tomaron el fuerte junto al otro cuerpo de infantería sin sufrir bajas. Teniendo ya el triunfo seguro, al ver el general que mandaba estas tropas que habían tomado la posición antes de que él lo hubiese ordenado, mandó retroceder inmediatamente a la columna sin tener en cuenta que el objetivo de la misión estaba cumplido. Al observar los franceses que los españoles se retiraban y eran blanco fácil por lo escarpado e indefenso del camino ya citado, arrasaron a los soldados españoles con sucesivas descargas, y les causaron enormes bajas.
Los jefes, oficiales y soldados que tuvieron que retroceder, gritaron: «¡Esto es una picardía, una traición!». La irritación del general fue tal que obligó a los soldados que habían perdido sus armas a cargar con ruecas hasta que se armasen con fusiles enemigos, lo cual se interpretó más como una vejación que como un castigo, actitud que ningún otro jefe u oficial hubiese tenido con sus tropas, máxime si se tiene en cuenta que el Regimiento Voluntarios de Castilla actuó de forma valerosa. Como no se creían merecedores de este trato, Pedro Álvarez —soldado del regimiento— hizo un escrito que el cronista oficial no insertó para respetar la memoria de aquel general.

#### Paz de Basilea y Tratado de San Ildefonso
El 22 de julio de 1795 se firmó la Paz de Basilea, por la que los franceses devolvían los territorios que habían ocupado. Estos, al mando del general Moncey, habían llegado a Miranda de Ebro con dirección al paso de Pancorbo, en la provincia de Burgos, mientras que, simultáneamente, la familia real preparaba su huida a América. A la vez, el arzobispo de Toledo publicó una carta pastoral exhortando al clero a recoger los tesoros religiosos para que no cayeran en manos del enemigo francés. Con la paz que se consiguió por la firma del Tratado de Basilea el regimiento marchó de guarnición a Madrid.
Manuel Godoy, originario de Badajoz, recién nombrado Príncipe de la Paz, firmó otro tratado con Francia, el Tratado de San Ildefonso, por el cual España facilitaba a aquel país un gran número de militares. Este tratado no era otra cosa que una nueva versión de lo que durante la centuria anterior se habían llamado Pactos de Familia. Mediante el Tratado de San Ildefonso España se vio obligada a facilitar a Francia quince navíos, 18 000 soldados de infantería y 6000 de caballería con su correspondiente artillería. Ese refuerzo permitió en octubre la guerra contra Inglaterra. Como consecuencia de ello, en el año 1796, el Regimiento Voluntarios de Castilla quedó emplazado en Extremadura, junto a la frontera portuguesa, para oponerse a Inglaterra en caso de necesidad. Permaneció en esa situación durante once meses y marchó posteriormente a Cataluña, donde añadió a su denominación el número «40». En noviembre de 1798 los británicos ocuparon Menorca, por lo que en mayo de 1799 ciento diez soldados de la segunda compañía del primer batallón del «Castilla» embarcaron en Barcelona con destino a las islas Baleares. Con la firma en 1802 del tratado de Paz de Amiens, por el que se recuperaba Menorca a cambio de la cesión de la isla Trinidad, retornaron estos soldados destacados y se reunió todo el Regimiento en Valencia como guarnición, con el número «35».

### Guerra de la Independencia española

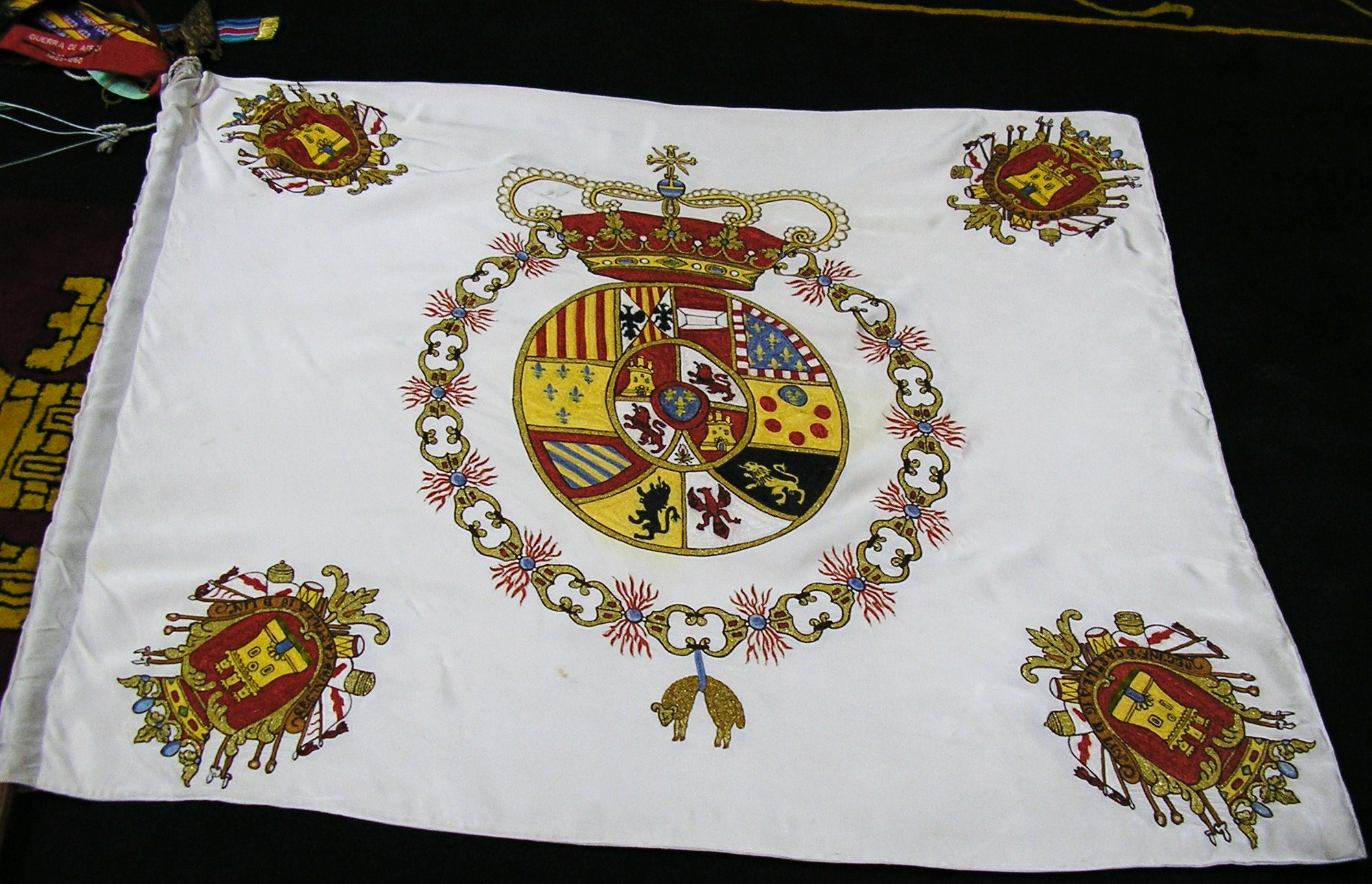
Bandera Coronela del Regimiento Castilla.

A partir de los sucesos del 2 de mayo de 1808 el pueblo español se levantó en armas contra los invasores franceses. Estos pensaban que, visto el comportamiento de sus gobernantes, no sería difícil vencer al pueblo. Después del revés que sufrieron los franceses en Bailén, el mismo Napoleón intervino en persona para dirigir la guerra. Mientras tanto, el Regimiento partió de Cartagena pasando por Valencia y Madrid con dirección a Zaragoza para auxiliar al general José de Palafox en el primer asedio que sufrió la ciudad, y consiguieron vencer a las tropas francesas comandadas por el general Jean-Antoine Verdier. El Regimiento sacó de las trincheras a los franceses, que abandonaron el asedio el 25 de agosto. Poco después Napoleón se presentó con cien mil soldados y venció a las tropas españolas, entre ellas, al Regimiento Voluntarios de Castilla, que en ese momento estaba bajo el mando del mariscal de campo Felipe Augusto de Saint-Marcq. En esa derrota, que tuvo lugar en Tudela en 1808, el Regimiento sufrió un durísimo revés al serle arrebatada por los franceses la Bandera Coronela del Regimiento, que fue llevada como trofeo al Museo de Los Inválidos de París. En 1809 se le encomendó al regimiento la defensa de Tejares, próxima a Zaragoza, el cual defendió casas y conventos como el de San Agustín, con tal bravura que, a pesar de haber sido vencido, hecho prisionero por las tropas francesas mandadas por el general Jean Lannes y posteriormente deportado a Francia, adquirió por primera vez el sobrenombre de «El Héroe» que figura en su escudo. Este «mote», como se llama en la vida militar a los apodos más adecuados de las unidades por sus acciones de guerra, le fue concedido al regimiento por la Junta Suprema Central, situada en Cádiz, como premio a su actuación en el Segundo Sitio de Zaragoza. Estos datos los refirió el capitán de infantería Antonio Gil Álvaro en 1893.

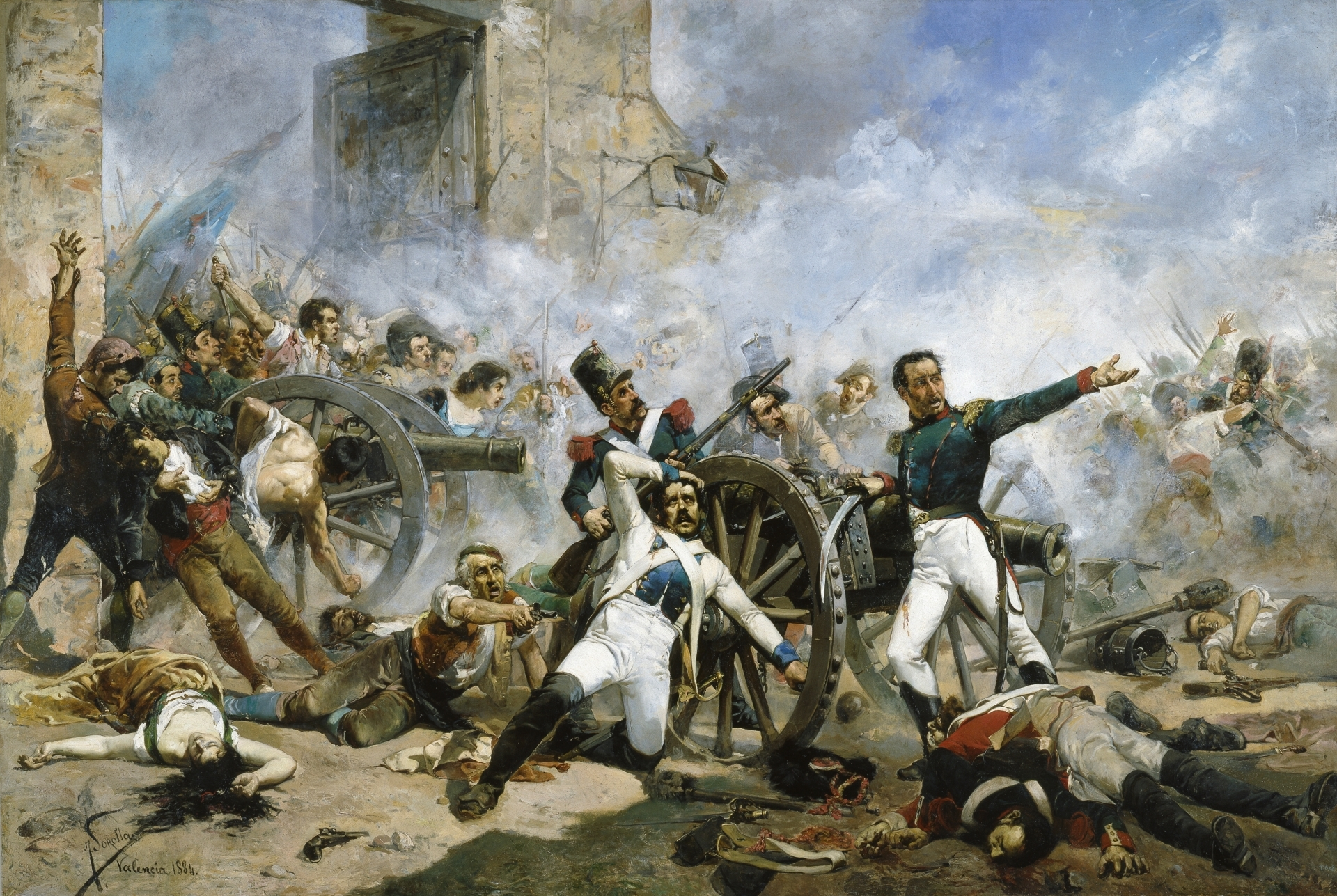
Defensa del Parque de Artillería de Monteleón el 2 de mayo de 1808, conservado en la Biblioteca Museo Víctor Balaguer

La Bandera Coronela está catalogada en el Museo del Ejército con el número 21 138, es de seda blanca, tiene en su centro el escudo de armas reales y cuatro escudos en sus ángulos formados por sendos castillos de oro sobre campo de gules, orlado por trofeos militares y superados por la corona real. Alrededor tiene el lema «Regimiento de Infantería Castilla n.º 16 de Línea».
El 28 de febrero de 1810 se reorganizó el regimiento en torno al tercer batallón, que había operado todo el año por la región levantina, donde tuvo duros enfrentamientos con las tropas francesas en Morella y, en 1811, en Molina Seca. El regimiento tuvo el enfrentamiento más importante a partir del 25 de agosto en Sagunto, donde formaba parte del 2.º Ejército y estaba encuadrado, dentro de este, en la División que mandaba el mariscal de campo José Miranda. En esa batalla, debido a unas desacertadas decisiones en el despliegue y dirección de las fuerzas, se desmoronó el flanco izquierdo en el que estaba el Regimiento Voluntarios de Castilla, y tuvieron que retroceder hacia posiciones más seguras.
A continuación el regimiento marchó a defender Valencia, donde luchó en los arrabales hasta que se le ordenó retirarse al interior del recinto amurallado de la ciudad. El ejército francés estaba al mando del mariscal Suchet, quien obligó a la rendición a las tropas españolas, entre ellas el Regimiento Voluntarios de Castilla, el 16 de enero de 1812. Dio la coincidencia de que las fuerzas españolas estaban mandadas por el general Blake, que había sido sargento mayor del Castilla en los tiempos de su fundación. El botín cogido por los franceses fue enorme, ya que apresaron a veintitrés generales, incluyendo a Blake, cerca de mil oficiales y más de 15 000 soldados, además de 350 piezas de artillería y veintiuna banderas.

### Guerra de Independencia de México

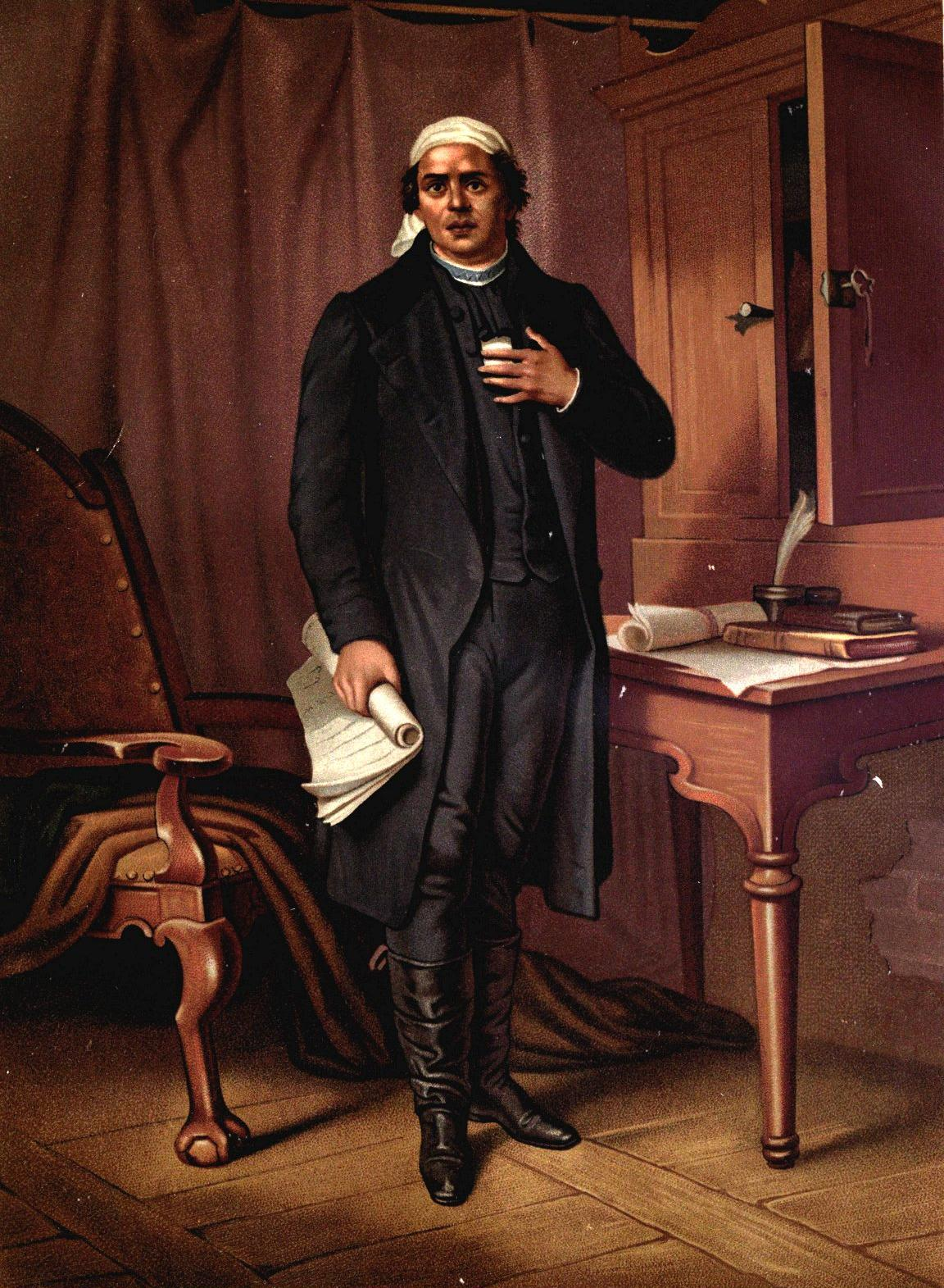
José María Morelos.

El Regimiento Voluntarios de Castilla se reorganizó en el año 1812 y embarcó a mil doscientos efectivos en las fragatas de transporte Carlota, Dido, Hermida y Unión el 16 de marzo en Vigo, siendo escoltados por la fragata de guerra Diana. Después de una escala de trece días en Puerto Rico llegó el 2 de julio a Veracruz, en el Virreinato de Nueva España. La difícil adaptación de las tropas al clima tropical produjo tantas bajas por enfermedad que el coronel asturiano Hevia y Antayo decidió internarse sin más demora en dirección a Jalapa, pero el hostigamiento de los insurgentes les hizo volver a Veracruz. En 1813 se destinó al Regimiento a guarnecer la Ciudad de México y, meses después, el virrey lo envió a la provincia de la Puebla de los Ángeles hasta finales de 1814. En ese mismo año el rey Fernando VII recuperó la libertad y volvió a España, pero «El Deseado» pronto frustró muchas de las expectativas depositadas en él, especialmente en lo relativo a las provincias americanas, donde designó a militares para ocupar puestos políticos. Ello provocó la represión de los insurgentes con el fusilamiento de sus cabecillas.
En enero de 1815 tuvo lugar el único encuentro bélico con los independentistas en las zonas de Huatnatlan y Sepetépec. El Regimiento tomó parte en varias acciones durante 1816: el 10 de febrero en Ixtapa, el 24 en Riofrío, el 21 de marzo en San Salvador el Verde (municipio del estado de Puebla), el 29 en Atlapexco, el 23 de junio en San Marcos Ixquitlán y el último día del año en Tepexi de Rodríguez. Fue un año nutrido de acciones de combate y lo sería también el año siguiente. En 1817 los insurgentes tomaron una buena cantidad de enclaves. El «Castilla» les puso sitio, recuperando lugares como Cerro Colorado, Puente del río Atoyac, Paso de Piedra, Barranca de Jamapa y un buen número más de ellos en el estado de Puebla. Desde el 21 de febrero, en que se rindió Tehuacán, hasta el 20 de diciembre, recuperaron unas once posiciones, algunas de ellas luchando a bayoneta calada, como fue el caso de la Barranca de Jamapa. 1818 fue de similar actividad militar. Durante los años 1819 y 1820 el «Castilla» recorrió diversos distritos, como Olivara, Tierra Caliente y Córdoba, sin novedades dignas de mayor mención.

#### Escudo de distinción

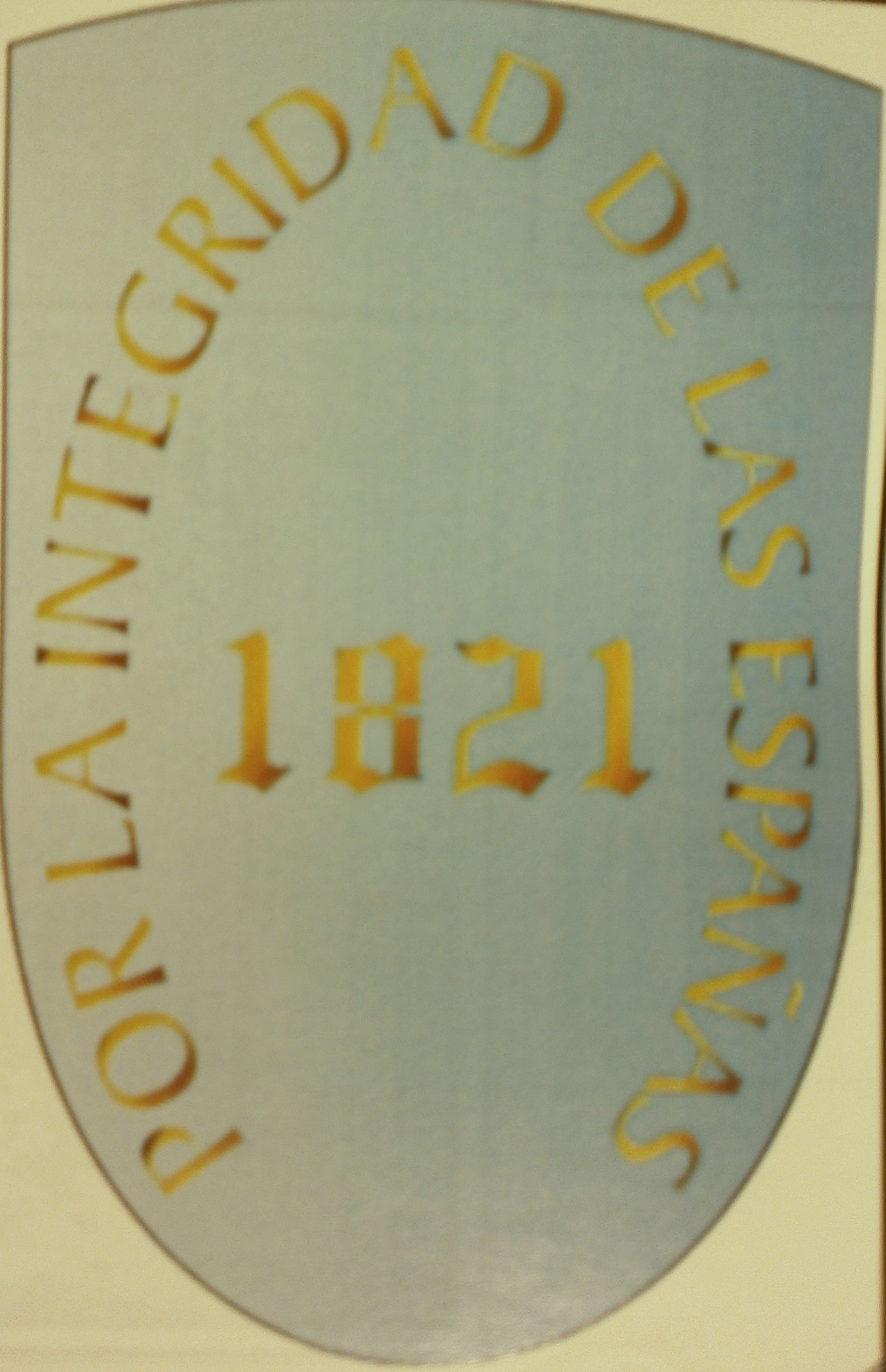
Escudo de distinción.

La situación se complicó en México y los problemas se agudizaron. El coronel Agustín de Iturbide, de origen aristocrático, se unió a la causa independentista y promovió el Plan de Iguala que, entre otras medidas, prometía respetar el derecho a la propiedad privada, los derechos del clero contra cualquier desamortización, la seguridad de empleo en la burocracia civil y la independencia de Nueva España. El representante de la Corona, Juan O'Donojú, firmó el Plan sin el consentimiento de España. A esta caótica situación se enfrentó el Regimiento Voluntarios de Castilla durante los meses siguientes, manteniéndose duramente el 22 de abril en Tepeaca, donde sufrió la pérdida de dos capitanes, dos tenientes y varios soldados. Por esta acción se concedió a todos los componentes del regimiento una distinción consistente en un escudo colocado en el brazo izquierdo, con un lema, sobre campo celeste, que dice: «Por la integridad de las Españas. Año 1821».

#### Batallas de Orizaba y Córdoba
Los Voluntarios de Castilla entraron en Orizaba —llamada antiguamente Ahuilizapan en náhuatl, que significa «lugar de aguas alegres»—, en la región de las grandes montañas, y el bando contrario se refugió en Córdoba, donde el tipo de lucha en calles y casas hacía recordar la tenida en los asedios de Zaragoza. El regimiento sufrió las pérdidas de varios jefes y oficiales, así como la del coronel del Regimiento (Francisco Hevia), por lo que tomó el mando el teniente coronel Blas del Castillo y Luna. Dado el heroísmo y grandes sacrificios del Regimiento Voluntarios de Castilla, el virrey mandó escribir en el libro de órdenes del regimiento la siguiente nota:

Memoria indeleble del benemérito y bizarro Coronel D. Francisco Hevia, del Regimiento Voluntarios de Castilla, expedicionario de línea, muerto heroicamente en el sitio de Córdoba el dieciséis de mayo de mil ochocientos veintiuno, defendiendo la integridad de las Españas, su constitución política y la fidelidad a su Rey el señor Fernando VII.

#### Batalla de Tacuba
Con el considerable aumento del potencial militar del coronel Iturbide, debido a que muchos españoles se adhirieron a él para defender el Plan de Iguala y sus intereses, sus fuerzas avanzaron sobre la capital. El «Castilla» les hizo frente en Tacuba, bajo el mando del coronel Francisco Bocelli. La batalla de Tacuba se decantó a favor del Regimiento Voluntarios de Castilla, que consiguió frenar a las fuerzas independentistas. Como consecuencia de ello, un coronel jefe de otras unidades envió al mariscal de campo un mensaje que, en lo que se refiere al «Castilla», decía así: «Me falta por significar a V. E. los cuerpos a los que pertenecían los héroes decididos y deseosos de defender a su Rey... fueron el Castilla...».

### Trienio liberal
Cuando en 1820 el general Rafael del Riego se pronunció con las tropas a su mando a favor de la Constitución de 1812, el Regimiento Voluntarios de Castilla estaba acuartelado en La Coruña, primera ciudad donde repercutió el pronunciamiento. Como consecuencia de las conspiraciones contra el nuevo gobierno se envió el Regimiento a Aragón, Burgos, Navarra y Palencia para controlar situaciones cada vez más tensas entre el sector favorable y el contrario a la Constitución.
Durante toda la contienda puede decirse que no existe una actuación conjunta del regimiento como tal, sino que la unidad actuó de forma desmembrada, ya que cada batallón operó en un sitio diferente. Los componentes del regimiento actuaron en 1823 en Alcañiz, en el bloqueo de Mequinenza y en el sitio de Calatayud defendiendo la causa liberal.

### Disolución y refundación del Regimiento
Un enviado secreto del rey negoció la intervención de la Cuádruple Alianza formada en 1815. Un gran ejército, los llamados Cien mil hijos de San Luis, al mando de Luis Antonio de Francia, duque de Angulema, cruzó el río Bidasoa el 7 de abril de 1823. La intervención francesa fue muy controvertida, pues el pueblo aún recordaba la lucha contra los franceses durante la guerra de la independencia. Ante tan gran ejército los Voluntarios de Castilla se replegaron hacia el sur al mando del general Francisco Ballesteros que, al final, tuvo que capitular. Los diferentes batallones del regimiento fueron disueltos: el primero en Simancas y el segundo en Cabra; la tropa fue licenciada y los jefes, oficiales y suboficiales sufrieron una especie de «depuración» en la que tuvieron que demostrar su adhesión al rey.
Por una Real Orden del 29 de marzo de 1828 volvió a renacer el regimiento, en este caso con la denominación de «Castilla n.º 15 de línea», formado por dos batallones. Para su reorganización se nombró al coronel Francisco Sanjuanena, que poseía el Escudo de Distinción por haber logrado fugarse de un campo de prisioneros francés y haber combatido en Perú. A pesar de ello, y de que no se vio envuelto en los acontecimientos políticos, fue investigado acerca de su conducta durante el trienio liberal para que quedase clara en esos momentos su postura de adhesión a la monarquía absolutista. La refundación tuvo lugar en Burgos, con el honor de maniobrar en presencia del rey el 6 de julio de ese mismo año. La banda de música del regimiento tocó por vez primera en Lugo, en mayo de 1829, y en septiembre de ese mismo año el Regimiento elige como «Patrona tutelar» a la Virgen del Carmen. Con motivo de la creación del nuevo Regimiento Princesa (n.º 4), el Voluntarios de Castilla pasó a tener el número 16, el mismo que tiene en la actualidad y sin cambios desde entonces. El Regimiento Princesa fue disuelto un siglo más tarde, en 1936.

### Primera guerra carlista

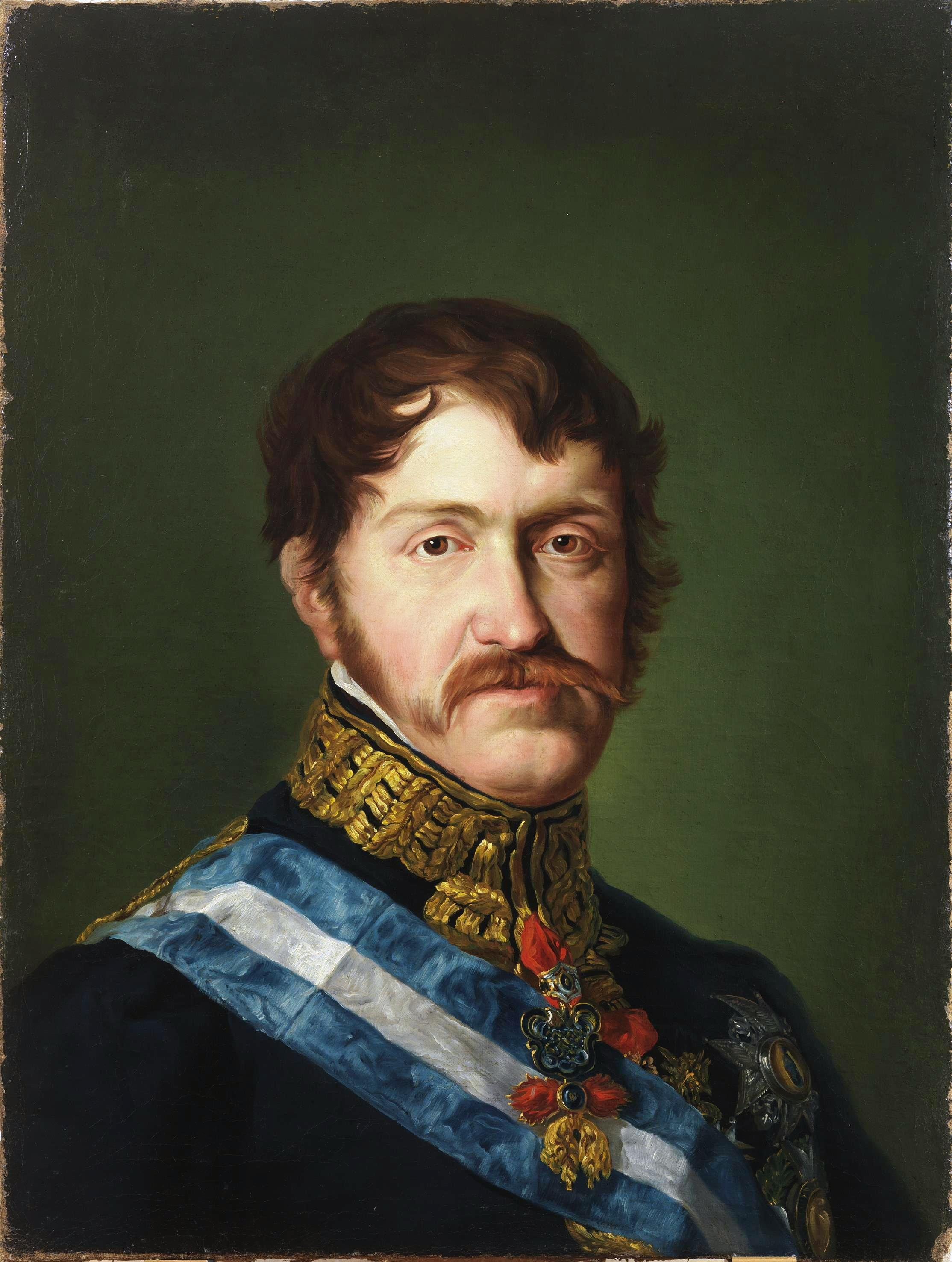
El infante Carlos María Isidro, autoproclamado rey con el nombre de Carlos V

El 29 de septiembre de 1833 falleció el rey Fernando VII, y el infante Carlos María Isidro de Borbón —que pretendía el trono en perjuicio de Isabel, la hija de Fernando— aglutinó en torno suyo a un buen número de partidarios. Por orden del capitán general de Galicia se encomendó al Regimiento Castilla n.º 16, junto al «Extremadura», la detención del infante. De haber tenido éxito en su misión, el regimiento podría haber cambiado el desarrollo de la guerra, pero en sus incursiones por el norte de Portugal solo consiguió sorprender en Lardosa a los acompañantes del pretendiente e incautar el equipaje de este. Por esta acción el coronel Sanjuanena fue ascendido a mariscal de campo y pasó a la jefatura del Regimiento el teniente coronel mayor Miguel Mir de González.
A partir de entonces el Regimiento de Infantería Castilla n.º 16 vivió la guerra en distintos frentes y con suerte diversa. Con sus batallones separados, estos estuvieron presentes en muchos y variados combates: en Eulate, a las órdenes del general Valdés, en Bilbao, donde murió Tomás de Zumalacárregui, en la batalla de Mendigorría, donde, al mando del general Luis Fernández de Córdova, derrotaron totalmente a los carlistas, que sufrieron cuantiosas bajas en caídos y prisioneros. En la comarca soriana de Tierra de Pinares persiguieron al cura Merino y a su lugarteniente Juan de Leonardo. Operaron también en Galicia, en las localidades sorianas de Miñana y Luco, estuvieron presentes en las batallas de Arlabán, Santo Domingo de la Calzada, Los Arcos y Arróniz, Orrantía y Bortedo, Asturias, Labacolla, Burón (Lugo), tomaron parte en las acciones de Retuerta, Villanueva de Carazo y Huerta de Rey en Burgos.
Obedeciendo siempre a sus mandos naturales, el Regimiento Castilla n.º 16 siguió recorriendo el territorio español hasta la firma del Convenio de Vergara. Pero no acabó aquí el conflicto, ya que no todos los caudillos carlistas estaban de acuerdo con el convenio, entre ellos Ramón Cabrera, conocido como el «Tigre del Maestrazgo». Ante esta situación, el «Castilla» libró batallas en las canteras de Utrillas y logró la victoria en la batalla de Arlabán. El 22 de mayo de 1840, el regimiento marchó hacia las proximidades de la localidad de Tremp, en Lérida, y al fuerte de Puebla de Segur, que eran atacadas por los carlistas. A finales de 1840 se reunió todo el regimiento en Cataluña, donde le sorprendió el final definitivo de la guerra, pero las dificultades no terminaron ahí. Por unas razones u otras, los altos cargos militares y políticos se olvidaron de abastecer al ejército, que se vio sumido en un estado de miseria. El soldado llegó a estar a media ración, ya que la corta asignación que tenía el Ejército llegaba «por manos de ávidos contratistas que no se avergonzaban en especular con la corta y sagrada asignación de las Tropas». Durante este periodo, la pérdida de militares del Ejército de la Reina ascendió a más de 140 000 hombres en el transcurso de siete años, cantidad igual al número de tropas que estaban en pie cuando falleció Fernando VII.

### Segunda guerra carlista
Una vez terminada la primera guerra carlista, el Regimiento Castilla n.º 16 se estableció en diversos puntos de Cataluña. Sus actuaciones se ciñeron a la persecución de contrabandistas hasta que, en 1844, se hizo cargo de este servicio la Guardia Civil, creada ese mismo año para este y otros fines similares. En esta época, el regimiento estaba al mando del coronel Alcocer. Eran unos años convulsos por los continuos alzamientos tanto de signo liberal como absolutista, de tal modo que en poco tiempo llegaron a producirse hasta cuarenta y cinco alzamientos. Así las cosas, el Regimiento Castilla n.º 16 se vio envuelto en algunos de ellos, como el del general Narváez, llamado el «espadón de Loja», y el del general Prim a mediados de 1843.
En el mes de agosto del año 1844 fue nombrado jefe del cuerpo el coronel Ramón Nouvilas, antiguo ayudante del general Marcelino Oráa. Este coronel estuvo condenado a muerte por haber tomado parte en los sucesos del 7 de octubre de 1841, cuando intentó separar por la fuerza al general Espartero de Isabel II y de su hermana menor Luisa Fernanda, y huyó a Francia. En enero de 1844 hubo varias insurrecciones en el sudeste español y en la frontera de Galicia con Portugal. Allí acudió el regimiento previa revista del general segundo jefe de la Capitanía General de Galicia. En esta parada militar, dicho general señaló en su alocución lo siguiente:

Seguro vuestro Jefe de los sentimientos de lealtad y disciplina, que abrigaron los honrados y valientes del Castilla, no dudan en afirmar que donde quiera que se encuentre el Regimiento o parte de él, quedarán frustrados los intentos de rebelión, y terriblemente escarmentados sus audaces promotores.

Por dichas razones, el regimiento estuvo desasistido y, como consecuencia de sus continuos traslados a diferentes frentes, la documentación reglamentaria estaba muy atrasada. El coronel del «Castilla» puso en conocimiento esta situación, y el regimiento fue enviado a Carabanchel, donde pasó revista el ministro de la Guerra. El año 1845 fue tranquilo para el regimiento y el 16 de julio, que era la festividad de la Virgen del Carmen, patrona del regimiento, se bendijeron y cambiaron las antiguas banderas blancas de la época de la casa de Borbón por las nuevas, una para cada batallón.

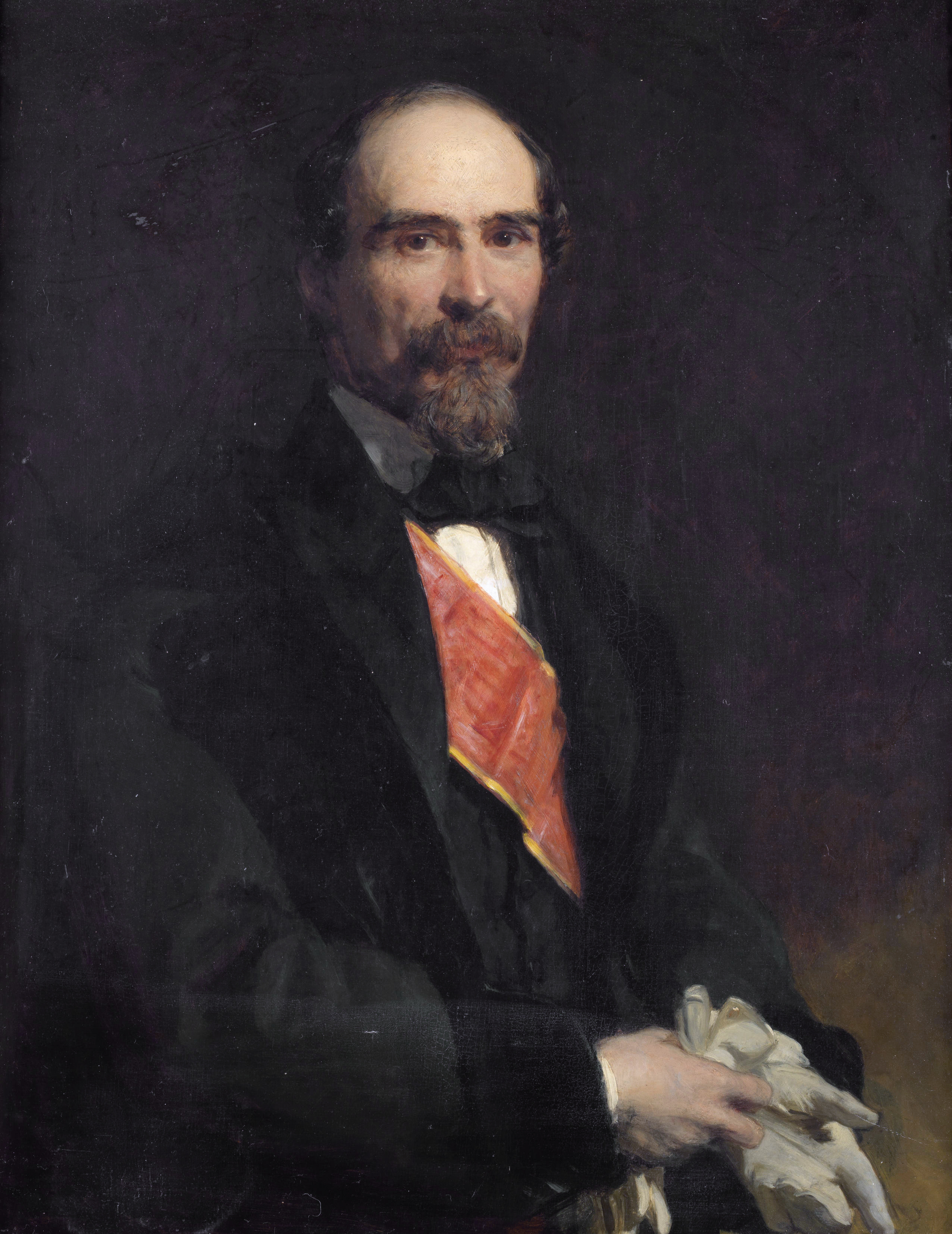
Retrato de Ramón Cabrera, el Tigre del Maestrazgo

No pasó mucho tiempo para que el regimiento volviera a las armas. Fracasadas las «bodas de Estado» entre Isabel II y su hermana la infanta Luisa Fernanda con el duque de Aumale y el duque de Montpensier, respectivamente, los carlistas decidieron ir otra vez a la guerra. El comienzo de las hostilidades no es muy preciso, pero está claro que las operaciones se desarrollaron en Cataluña. Allí aparecieron «els matiners», también llamados «trabucaires». En un principio las partidas eran pequeñas y muy fraccionadas, hasta que llegó a España Ramón Cabrera, apodado «el tigre del Maestrazgo», con aureola de gran héroe de la Primera Guerra Carlista.
Con motivo de la amnistía concedida por la boda de la reina, el general Espartero volvió a España y fue nombrado senador, cosa que disgustó al general Narváez, hasta el punto de que entró sable en mano en el Consejo de Ministros e implantó una dictadura que duraría más de tres años. Mientras tanto, el Regimiento de Infantería Castilla n.º 16 recorrió toda Cataluña, donde se enfrentó en guerra de guerrillas a los seguidores del «tigre del Maestrazgo». En septiembre de 1848 ascendió el coronel Nouvilas a mariscal de campo y, posteriormente, llegó a ser ministro de la Guerra con la Primera República. Nombró al coronel De La Rocha como jefe del regimiento.
La guerra contra los emboscados fue surtiendo efecto, siendo el «Castilla» uno de los regimientos que en más acciones tomó parte. Poco a poco se desgastaban los guerrilleros, que perdían apoyos entre la población, sobre todo en la rural, y aumentaban las deserciones hacia el «Castilla» y otras tropas gubernamentales en busca del indulto, que llegó el 8 de junio de 1849. El regimiento se acantonó en Barcelona y licenció a los soldados de los reemplazos de 1843 y 1844. Con el ascenso del coronel de la Rocha a brigadier se dio por finalizada esta etapa.

### Guerra de África
Una vez terminada la contienda carlista, el regimiento estableció su guarnición en Barcelona. En agosto de 1850 se le ordenó la persecución del bandolero «Baliarda», que murió en combate, y se hicieron prisioneros muchos de sus seguidores, acción por la que fue felicitado el regimiento. Continuó con su instrucción y reorganización durante la primera parte de la década de 1850. El coronel de la Rocha elevó una instancia a la reina Isabel II a principios de marzo de 1851, en la que solicitaba que le fueran concedidas al Regimiento de Infantería Castilla n.º 16 las Corbatas de San Fernando de cuarta clase por sus anteriores heroicas acciones. El 26 de julio de 1852, el Marqués de Novaliches, siguiendo instrucciones de la reina Isabel II, contestó desde el Real Sitio de San Ildefonso confirmando la concesión de este reconocimiento al valor del regimiento. La entrega se llevó a cabo el 10 de octubre de 1852, fecha del cumpleaños de la reina.

#### Sublevación de Vicálvaro o «vicalvarada»
A principios de 1854 se produjo un caso de gran corrupción en el Gobierno en la concesión de las contratas para la explotación del ferrocarril. El Senado, reunido en sesión plenaria, votó en contra de esta ley, el presidente Sartorius disolvió las Cortes y emprendió una persecución política contra los senadores. La oposición encontró apoyo en el general O'Donnell, que se sublevó en Vicálvaro, localidad muy cercana a Madrid, con seis regimientos de caballería y el Regimiento de Infantería «Príncipe», pero constituían una fuerza escasa para oponerse a las leales al Gobierno. Varios capitanes generales se sumaron a los sublevados, entre ellos el de Cataluña. El Castilla n.º 16 también se unió a la «vicalvarada». En esta situación la reina llamó a Espartero para que formase Gobierno en coalición con O'Donnell, cosa que se llevó a efecto el 31 de julio de 1854, fecha en la que comenzó el llamado Bienio Progresista. En agosto de 1854 fue sustituido el coronel de La Rocha —quien llegaría a ser ministro del Tribunal Supremo de Guerra y Marina y posteriormente consejero de Estado— como jefe del Regimiento de Infantería Castilla n.º 16, siendo nombrado en su lugar el coronel Antonio Navazo de Teresa, procedente del carlismo y que apoyaba el Convenio de Vergara. Estos militares eran llamados por sus compañeros «los convenidos».

#### Marcha a las colonias y a África
En 1857 y en colaboración con las fuerzas coloniales francesas, España envió expediciones militares a México, Santo Domingo y la Cochinchina, además de a África. El 2 de octubre de 1858, siendo el nuevo jefe el coronel Eduardo Aldanese y Urquidi, el Regimiento de Infantería Castilla n.º 16 recibió la orden de prepararse para embarcar y potenciar el Ejército de África. Embarcaron el 6 de noviembre en el vapor francés Ville de Lyon, que los llevó hasta Cádiz. El ferrocarril, aún poco conocido, los transportó hasta Sanlúcar de Barrameda, donde esperaron para ser trasladados a África.

#### Casus belli
En España no hubo unanimidad sobre la guerra que se veía venir. Esas diferencias de opiniones hicieron que tanto los políticos como el mismo pueblo olvidasen los graves problemas nacionales, que pasaron a segundo plano, aunando el pensar del pueblo contra el enemigo común: el moro. El casus belli fue algo tan simple como la construcción de un edificio ordenada por el Gobernador Militar que valiese como «Cuerpo de Guardia» a efectos de evitar las continuas deserciones de los presidiarios trabajadores hacia la zona marroquí. Como era de prever, los marroquíes atravesaron la línea divisoria en la noche del 19 de agosto y causaron destrozos en la fortificación. El Gobierno español exigió al marroquí la toma de medidas para el apresamiento de esos individuos y posterior castigo. Ante la tardanza en tomar medidas por parte del ejecutivo marroquí, España declaró la guerra a Marruecos.

#### Comienzo de las operaciones
Las tropas que formaban el segundo cuerpo de ejército, al que pertenecía el Regimiento de Infantería Castilla n.º 16, fueron revistadas por el propio general O'Donnell el 18 de noviembre de 1859. El Castilla n.º 16 llegó a Ceuta el 28 de noviembre en el vapor Brasil. El regimiento se encuadró en la primera Media Brigada de la Primera División, al mando del general Zavala, futuro presidente del Consejo de Ministros de España. El ejército expedicionario contaba con unos 35 000 hombres, contra los 45 000 que oponía el sultán de Marruecos. La incógnita mayor respecto al enemigo era su legendaria caballería, que solía adoptar en el ataque una media luna para envolver al enemigo por ambos flancos.
El regimiento ocupó las casas fuertes o reductos de Francisco de Asís, Cisneros e Isabel II; y las fuerzas africanas, sabedoras de la importancia de estos enclaves, los atacó duramente. En las primeras horas de la mañana del 9 de diciembre de 1859 se entabló batalla entre los norteafricanos y el Batallón de Castilla n.º 16. Los marroquíes estaban comandados por Muley-el-Abbas, hermano del rey Mohámmed IV. Se llegó a enfrentamientos a la bayoneta calada, donde los efectivos marroquíes eran superiores a los españoles en una proporción de cuatro a uno. El coronel del regimiento Eduardo Aldanese y Urquidi resultó herido de bala en un costado, lo que le impidió continuar al mando, pero fue ascendido durante la batalla a brigadier por el general Zavala. El Arma de Artillería tuvo también una importancia relevante, ya que estrenó los cañones con ánima rayada, siendo la primera vez que se utilizaban. El 14 de enero, los regimientos de Castilla n.º 16 y el de Cazadores de Simancas tomaron los altos que dominan la ciudad de Tetuán, donde también se llegó en esta batalla a la lucha a la bayoneta, en la que resultó herido el teniente coronel Crespo.

#### Batalla de Wad-Ras y firma de la paz
El regimiento siguió librando combates en febrero de 1860 y participó en la batalla de Tetuán. La euforia de esta victoria hizo presagiar una futura y cercana paz, pero los marroquíes consideraron inaceptable la cesión de Tetuán, como se les exigía. Aunque continuaron las negociaciones, la contienda siguió desarrollándose. A mediados de marzo el regimiento se batió duramente en los frentes de sierra Bermeja y Samsa con lucha a bayoneta calada y tomó, también a bayoneta calada, las alturas del río Izmir y Cabo Negro. En las primeras horas del 23 de marzo de 1860 continuaron las operaciones sobre Tánger, donde tuvo lugar la batalla de Wad-Ras, cuyo resultado fue la huida de la fuerza adversaria de la ciudad. Posteriormente el regimiento fue evacuado en el vapor Velasco con dirección a San Sebastián. Fue una campaña corta —solo duró cuatro meses—, pero resultó muy violenta y penosa, ya que el regimiento tuvo 44 muertos en combate y 159 heridos, y participó en 23 combates y en dos batallas. Por su valentía en los enfrentamientos en combate se le otorgaron 122 cruces militares individuales. 
La firma de la paz se celebró con alegría y alborozo por las tropas españolas, pero pasó casi desapercibida en la Península, incluso fue recibida con cierta frialdad por falta de información de lo que estaba pasando. Sin embargo, las fuerzas españolas, y entre ellas el Regimiento de Infantería Castilla n.º 16, supieron cumplir con lo ordenado por sus superiores.

### Tercera guerra carlista
Para recuperarse de las heridas de África, el Regimiento de Infantería Castilla n.º 16 estuvo de guarnición en Vitoria. Al coronel Aldanese vino a relevarle el coronel José de Andrade y Paino, oriundo de Badajoz, quien en 1848 ya estuvo de teniente coronel en el regimiento y era su ilusión mandarlo algún día. Ejerció como coronel poco más de un año, hasta que en 1846 le relevó en el mando el coronel José Velarde, dándose en esta persona un hecho muy curioso: fue sustituido en su cargo el mismo día que se presentó a tomar posesión de él, por el coronel Melitón Andrés.
Como consecuencia de las diferencias entre los generales Prim, que quería una caída rápida de la monarquía, y O'Donnell y Narváez, sus contrarios, hubo una intentona de sublevación en Aranjuez que fracasó, y el Regimiento Castilla n.º 16 fue enviado a Pamplona. Al coronel Andrés, que era jefe del regimiento, le sucedió el coronel José Oliva y, a este, Ramón de la Torre y Bordons, veterano de dos guerras carlistas, expedicionario a Italia para defender al papa Pío XI y destacado en la guerra de África, por lo que poseía gran cantidad de condecoraciones. En marzo de 1868 lo sustituyó el coronel de la Rosa a petición propia. A continuación se nombró a un nuevo coronel, José Cherif y Monroy, formado como militar en las guerras carlistas, y como se había adherido al Convenio de Vergara, resultó que había combatido contra los que fueron sus antiguos compañeros en la toma de Miravete de la Sierra bajo las órdenes del general O'Donnell.
En 1869 se proclamó la nueva Constitución y comenzó el proceso de encontrar un nuevo rey para España. Mientras tanto fue nombrado el general Prim como presidente. Con estos continuos cambios políticos, el Regimiento Castilla n.º 16 pasó en cuestión de días de combatir la revolución a apoyarla. A mediados de octubre el regimiento fue enviado a Valencia con su nuevo coronel José Faura y Serra, veterano de las guerras carlistas, en las que fue herido de bala en el hombro. A mediados de 1870 le sucedió el coronel José Pierrat Iniesta.

#### Llegada de Amadeo de Saboya
El 30 de diciembre de 1870 llegó Amadeo de Saboya al puerto de Cartagena a bordo de la fragata Numancia. Al desembarcar se enteró del asesinato en Madrid, ese mismo día, del general Prim. Los dos años que reinó Amadeo I fueron de tal modo convulsos que en ese corto periodo hubo tres elecciones generales y seis gobiernos. Tanto es así que el propio rey dijo: «me voy», y abdicó con carácter irrevocable, acto que favoreció la proclamación de la Primera República Española.
Durante los años siguientes el regimiento operó en Santander, Burgos, Soria y Madrid. Entre otras batallas destaca la que mantuvo contra unas partidas carlistas en el pueblo burgalés de Medina de Pomar, ya que, aunque estaban en inferioridad manifiesta de fuerzas, después de rechazar dos requerimientos de rendición contestaron a esta propuesta que «el Ejército Español jamás se rendía», e hicieron huir al enemigo.

#### Proclamación del rey Alfonso XII y derrota carlista
Ante los graves problemas que tenía que resolver la Primera República, añadidos a unas guerras coloniales en Cuba y el llamado «movimiento cantonalista» —que surgió en el levante y sur español, como en Córdoba o Cartagena—, algunos políticos y militares empezaron a contemplar que la solución podría consistir en una «restauración borbónica» personificada en la figura de Alfonso XII. En 1874 los batallones del «Castilla» prestaron servicio en Madrid, se batieron en las proximidades del pueblo cántabro de Rasines contra la partida facciosa del «Culebro» y operaron en Oviedo. El 18 de abril se incorporó al regimiento el coronel Antonio Ziriza Sánchez, uno de los más significativos que ha tenido la unidad, ya que procedía de la Infantería de Marina, había participado en la expedición a México y estuvo a las órdenes del marino Méndez Núñez en los sitios de Valparaíso y del Callao.

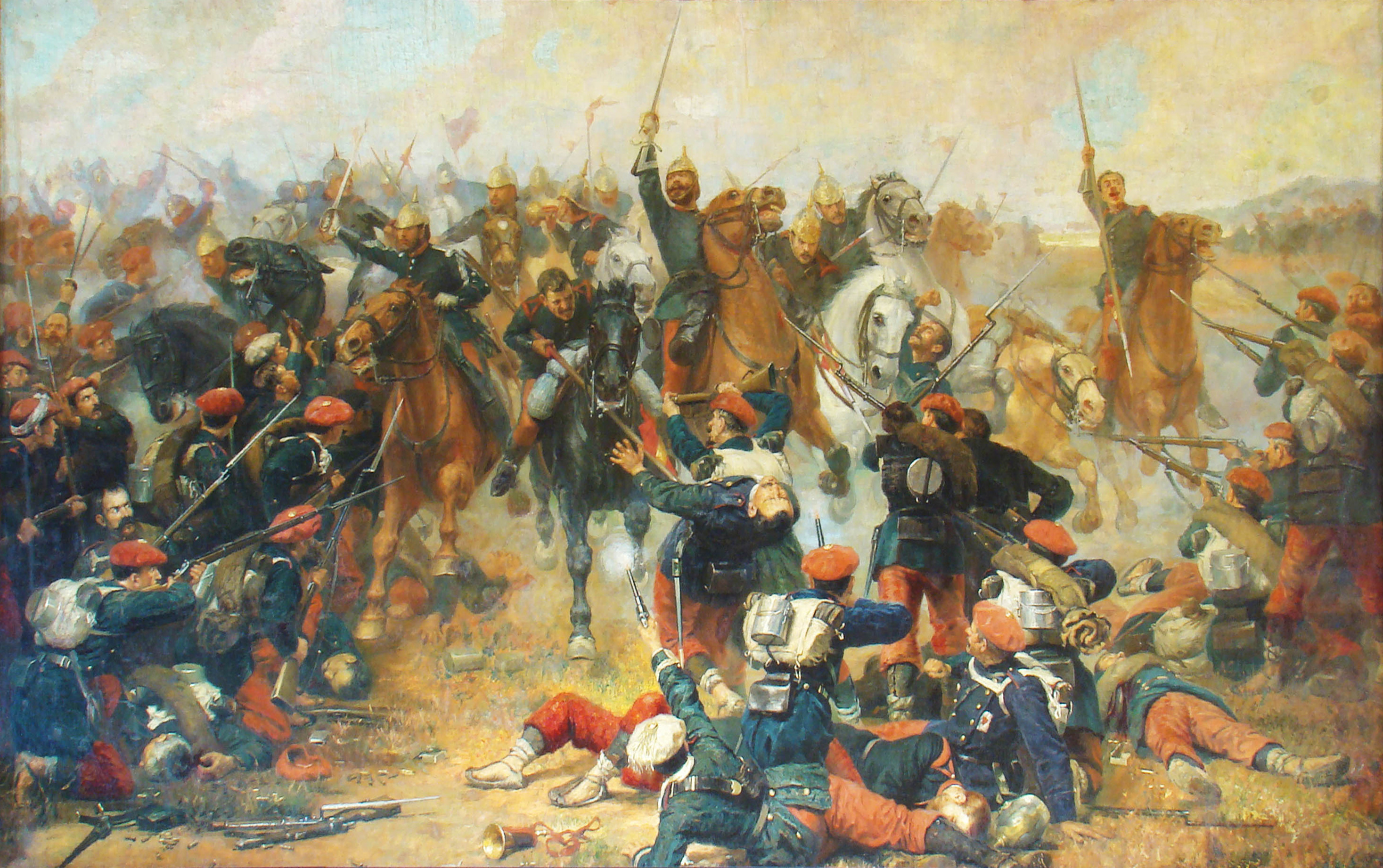
Batalla de Treviño, por Víctor Morelli. Museo de la Academia de Caballería de Valladolid.

Ese mismo año el Castilla n.º 16 también intervino en la batalla del Valle de Somorrostro, en la de San Pedro Abanto —donde se llegó al cuerpo a cuerpo—, en la toma de Estella, en el Monte Muru, en Irún, etc. Posteriormente embarcó en el puerto de Pasajes con destino a Santander, donde el temporal estuvo a punto de echarlos a pique. El 29 de diciembre de 1874, el general Martínez Campos proclamó en Sagunto a Alfonso XII como rey, quien nombró primer presidente del Gobierno de la Restauración a Cánovas del Castillo. El 23 de enero de 1875, Alfonso XII pasó revista en la localidad navarra de Peralta a 40 000 soldados de todas las armas, y entre ellos estuvo presente el Regimiento de Infantería Castilla n.º 16. En julio salió el regimiento hacia Miranda de Ebro y, poco después, tomó parte en la batalla de Tulillo. Marchó hacia Sagunto e intervino en la batalla de Treviño, por la que fue muy elogiado por el general Quesada. En noviembre partió para Vitoria y participó en la batalla de Peñacerrada, donde tomó todas las defensas enemigas, incluido el Fuerte de San León.
A principios de 1875 el Castilla n.º 16 tomó a la bayoneta el cerro de Miravalles. Terminó el año 1875 en La Rioja, acantonado en Logroño, y más tarde pasó a Haro. El 26 de enero salió para Vitoria, y el 30 de ese mismo mes desalojó en combate a la bayoneta posiciones de tan difícil acceso como las que tiene el monte Gangorri. El 5 de febrero atacó y tomó Abadiano, y el 16 de febrero el Regimiento de Castilla n.º 16 hizo los honores de ordenanza al rey Alfonso XII en Vergara. El regimiento finalizó esta etapa con el coronel Pascual de la Calle y Guibert como jefe. La guerra terminó definitivamente cuando Carlos María de Borbón y Austria-Este, autotitulado Carlos VII, cruzó la frontera hacia Francia con sus jefes y oficiales que, como signo de protesta, rompieron sus espadas contra el suelo.

### Badajoz
Cuando terminó la guerra dinástica, el Regimiento Castilla n.º 16 estaba acantonado en Vitoria. El 16 de julio de 1876, festividad de la Virgen del Carmen y patrona del regimiento, se bendijeron y entregaron a los batallones las nuevas banderas adquiridas. Desde esta fecha hasta el año 1883, el Castilla n.º 16 desarrolló todo tipo de operaciones de organización y abastecimiento tanto del propio regimiento como de los demás regimientos, compañías, etc. Una parte de sus jefes y oficiales participó en distintos cursos y ejercicios de perfeccionamiento de técnica y táctica militar, como el ejercicio llamado «Agua, arena y hacha» que tuvo lugar en los campos de Aranguir junto a otros regimientos, también de caballería y artillería. Asimismo, efectuó otras misiones que se presentaron de forma imprevista por desastres naturales que afectaron a personal civil, al que acudieron en su auxilio.
Entre otras misiones que llevó a cabo estaba la de proporcionar un porcentaje determinado de sus efectivos para la guerra de Cuba, concretamente el 20 % de ellos. Participó igualmente en labores de apoyo y cooperación de la formación del censo de la población, que se llevó a efecto a finales de 1877. Con la nueva reorganización del Ejército se crearon veinte batallones nuevos y, con la fusión de los batallones de reserva Sevilla n.º 3 y Málaga n.º 23, se constituyó el Regimiento de Infantería Covadonga n.º 41, que tuvo su primer acuartelamiento en Badajoz y cuyo primer jefe fue el coronel Pedro Ruiz Martínez.
Debido a una serie de normas que disgustaron a los militares, los republicanos —al mando de Ruiz Zorrilla— crearon una asociación secreta llamada ARM (Asociación Militar Republicana), que captó a muchos militares descontentos. Concretamente, en Badajoz se sumaron a este movimiento las fuerzas de caballería, artillería y el Regimiento de Infantería Covadonga n.º 41. Para que este pronunciamiento hubiese tenido posibilidades de éxito, deberían haberse sumado diversas guarniciones de todo el país, pero en unas horas se produjeron movimientos de distinto signo y, cuando el Regimiento de Infantería Covadonga n.º 41 se dio cuenta de que estaba solo, ya era tarde. Más de 900 mandos y soldados huyeron a Portugal, mientras el general Blanco, nombrado capitán general de Extremadura, se hizo con la plaza sin derramamiento de sangre. Hubo un consejo de guerra donde se condenó a los golpistas, algunos de ellos a pena de muerte, si bien más tarde les fue conmutada esta pena por la de prisión en fuertes militares.
Cuando estaba el Castilla n.º 16 de guarnición en Leganés llegó la Real Orden de 10 de diciembre de 1883 por la que se destinaba al regimiento a Badajoz. El Castilla n.º 16 partió el 16 del mismo mes y empleó seis días para la organización completa del traslado por ferrocarril. Las primeras fuerzas llegaron a Badajoz al día siguiente y ocuparon el acuartelamiento de San Francisco el Grande, que estaba vacío por haber sido disuelto el Regimiento Covadonga n.º 41 que lo ocupaba. A partir del 17 de diciembre de 1883, el Regimiento de Infantería Castilla n.º 16 estaría ligado durante más de cien años a la ciudad de Badajoz. Muchas generaciones de extremeños, y en particular de pacenses, se formaron en sus filas, ya que entonces los reclutas iban destinados a los regimientos más cercanos.

### Campaña del 98
Con la Constitución de 1812 la mayoría de los conventos y monasterios del país —incluidos los de Badajoz— se convirtieron en cuarteles y sus huertas en jardines o eriales. La Revolución de 1868, apodada «La Gloriosa», expulsó a los pocos religiosos que quedaban en Badajoz. Por esta razón el convento de San Francisco, que fue en primer lugar cementerio, luego pasó a ser cuartel, donde empezaron a estar acuarteladas las tropas el 17 de diciembre de 1883. A principios de 1884 la totalidad del regimiento se encontraba acuartelada en el ya citado antiguo convento franciscano y en su huerta adjunta, al que se llamó cuartel de San Francisco el Grande. La huerta pasó posteriormente a ser el actual paseo de San Francisco, parque cuadrangular con un templete central para conciertos y música popular, centro de paseo y recreo de la juventud de la posguerra durante varios decenios.

#### Tragedia en el puente sobre el río Alcudia

Dibujos de Manuel Alcázar para La Ilustración Española y Americana ilustrando el incidente

En abril de 1884 se produjo un hecho que causó más bajas en el Castilla n.º 16 que en muchas de las batallas en las que participó. De vuelta a sus lugares de origen por haberse licenciado los veteranos del reemplazo de 1881, iniciaron el viaje de regreso el domingo 27 de abril por ferrocarril. Al llegar al km 279 de la línea Madrid-Badajoz, a las 4:00 de la mañana, cuando atravesaban el puente metálico de tres pilares sobre el río Alcudia, este se derrumbó, cayendo el tren al río desde unos 8 metros de altura. En esta catástrofe murieron cincuenta y dos militares. Los funerales y actos en honor de los difuntos se celebraron en Badajoz, a los que asistieron todas las autoridades, tanto eclesiásticas como políticas y militares y una gran cantidad de pacenses. También se llevaron a cabo iniciativas a efectos de recaudar fondos para los familiares de estos soldados fallecidos, la gran mayoría de escasos medios económicos. La relación completa de los fallecidos, así como su graduación y lugar de procedencia, están registrados exactamente en los libros de actas del regimiento.

#### Fallecimiento de Alfonso XII y nacimiento de Alfonso XIII
El 25 de noviembre de 1885 falleció de tuberculosis el rey Alfonso XII y se nombró reina-regente a María Cristina de Habsburgo-Lorena, segunda esposa de Alfonso XII, que estaba embarazada y quería que el hijo que esperaba fuera un varón por cuestiones evidentes de sucesión al trono. El 17 de mayo de 1886, la reina regente María Cristina dio a luz a un varón que, al cumplir los dieciséis años, fue nombrado rey con el nombre de Alfonso XIII. Todo esto ocurrió mientras el regimiento desarrollaba sus actividades con destacamento de algunas compañías en Olivenza, Mérida y Cáceres. El coronel jefe del regimiento, Leonardo Fernández Ruiz, que empezó de soldado, llegó al grado de coronel después de 40 años de servicio en la carrera militar. El ascenso desde teniente coronel a coronel se produjo en la tercera guerra carlista, donde fue herido y premiado con el mencionado ascenso. Se le concedió el retiro a finales de marzo de 1887. Siempre se le recordó como el jefe que mandaba el regimiento cuando este llegó a Badajoz. Le sucedieron sucesivamente en el mando los coroneles Manuel Ortega y Sánchez-Muñoz, José Márquez Torres y Joaquín Gutiérrez Villuendas. El coronel Márquez fue ascendido a este grado por rechazar a los insurrectos cantonales después de un duro combate, donde recogió un gran botín de armamento y municiones. Permaneció diecisiete años en el empleo, hasta que en 1890 ascendió a general de brigada.

#### Visita de los Reyes de Portugal y proclamación de la Patrona de la Infantería Española

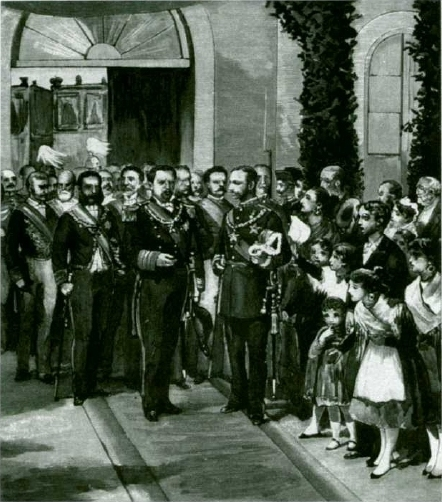
El rey de Portugal de visita en Valencia de Alcántara

En 1892 se celebró el IV centenario del Descubrimiento de América, acontecimiento que el regimiento y la ciudad de Badajoz celebraron con gran solemnidad. El 7 de noviembre de este mismo año, el ministro de la Guerra ordenó que una compañía del regimiento se desplazase a Valencia de Alcántara con objeto de rendir honores a los reyes de Portugal que iniciaban su visita a España. Fue la 4.ª Compañía del 1.º Batallón quien recibió el encargo de realizar este cometido. Hay que reseñar que formaba parte de esta compañía el teniente Francisco Neila Ciria, que años más tarde recibió la Laureada de San Fernando por aguantar el cerco y defensa de Cascorro, localidad cubana, frente a las fuerzas insurrectas durante trece días, donde también se distinguió por sus actos de guerra el soldado Eloy Gonzalo. Poco tiempo después, el 12 de noviembre de 1892, por Real Orden que publicó el Diario Oficial n.º 248, se declaró como patrona única de la Infantería española a la Inmaculada Concepción.

#### Sucesos en Marruecos
Debido al ascenso del coronel Gutiérrez el 11 de marzo de 1893, fue nombrado nuevo coronel Francisco Salinero Bellver. En ese mismo año España quiso llevar a cabo uno de los protocolos del Tratado de Wad-Ras, o de paz con Marruecos, de 26 de abril de 1860, por el que se le cedía a España una mayor zona en las proximidades de Melilla, e inició una fortificación en las proximidades de un cementerio bereber, cosa que no gustó a los nativos, que hostigaron a los trabajadores y la tropa que los defendía. Hubo conversaciones diplomáticas entre los dos países para solucionar el conflicto, pero hasta que el ministro de la Guerra no envió a 22 000 soldados a Melilla bajo mando del general Arsenio Martínez Campos, los bereberes no cesaron los ataques y aceptaron los nuevos límites. En los sucesos de Melilla destacó un militar que adquiriría renombre décadas después, el teniente Miguel Primo de Rivera, que consiguió ese mismo año la Cruz Laureada de San Fernando. A finales de 1893 fueron licenciados los reservistas del Castilla n.º 16, que siguieron de servicio en el Regimiento de Infantería Castilla n.º 16 en Badajoz.

#### Primer Centenario del Regimiento y guerra de Cuba

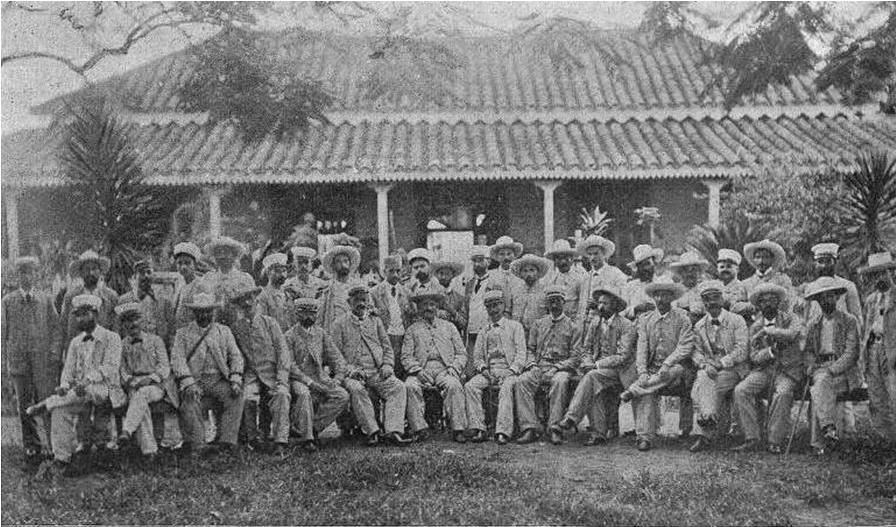
Jefes y oficiales del Castilla n.º 16 expedicionario en Cuba

El rey Alfonso XII asistió a unas maniobras militares que llevaron a cabo entre el 19 y el 24 de febrero de 1894 el regimiento y otras unidades militares en los denominados Altos de Galache, lugar probablemente situado en la zona de Santa Engracia, donde el rey inauguró una granja agrícola en una visita que hizo a Badajoz. En julio de 1894 el Regimiento de Infantería Castilla n.º 16 cumplió su primer centenario. Al ser ascendido a general de brigada el coronel jefe del regimiento, lo sustituyó en el mando el coronel Gabriel Gelabert Vallecillo.
El 24 de febrero de 1895, el revolucionario cubano José Martí ordenó el levantamiento en la localidad de Baire, con lo que estalló la guerra de independencia cubana. El Regimiento Castilla n.º 16 contribuyó a la creación de las primeras unidades que tenían a Cuba por destino. Los acontecimientos en las Antillas preocupaban mucho en España, y el 18 de octubre de 1895 se dictó una Real Orden, publicada en el Diario Oficial n.º 232, por la que la reina regente, en nombre del rey, disponía que se destinasen a Cuba veinte batallones en pie de guerra. El Castilla n.º 16 organizó uno de los batallones expedicionarios, que salió de Badajoz con destino a Cádiz el 23 de noviembre por ferrocarril al mando del coronel Gabriel Gelabert Vallecillo, y embarcó en el vapor Ciudad de Cádiz al día siguiente. En Badajoz quedaron el resto de la plana mayor y el 2.º batallón.

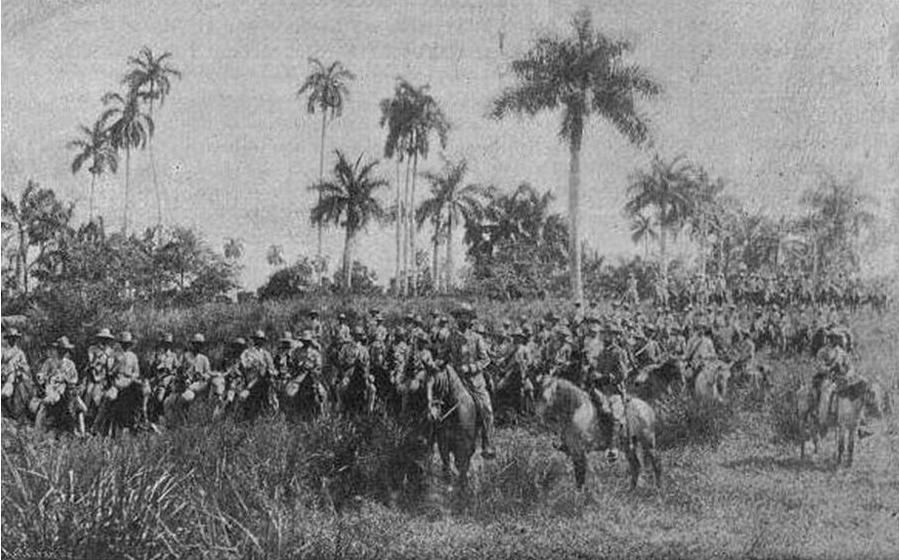
Tropas del Castilla n.º 16 expedicionario en Cuba

Los insurrectos cubanos, con el apoyo decisivo de los Estados Unidos, habían declarado una guerra sin cuartel y fusilaron a colaboradores y simpatizantes de España y su ejército. El gobierno español envió al general Martínez Campos, de talante dialogante y conciliador, aunque al ver la situación en la isla pidió el relevo y recomendó al general mallorquín Valeriano Weyler, al que consideraba más idóneo para este tipo de guerra.
El batallón expedicionario del Castilla n.º 16 pasó tres días de aclimatación y después se trasladó por ferrocarril hasta Cienfuegos y Santa Clara. El primer encuentro con los revolucionarios se produjo el 14 de enero de 1896. El 7 de abril, un destacamento de soldados del Castilla n.º 16, después de haber sufrido un cerco de dieciocho días, rechazó a las fuerzas del cabecilla insurrecto Antonio Maceo, por lo que el general Weyler los premió por su valentía. Los enfrentamientos con los insurrectos fueron constantes en las lomas de San Bartolo, la loma de Toro, Ceja de Herradura, Guadalcanal, Consolación del Sur y Lomas de Descanso. En este último resultó herido en el fémur del muslo derecho el coronel Gelabert, que fue ascendido a general de brigada y se retiró a Valencia de Alcántara, donde murió a consecuencia de las heridas de guerra.

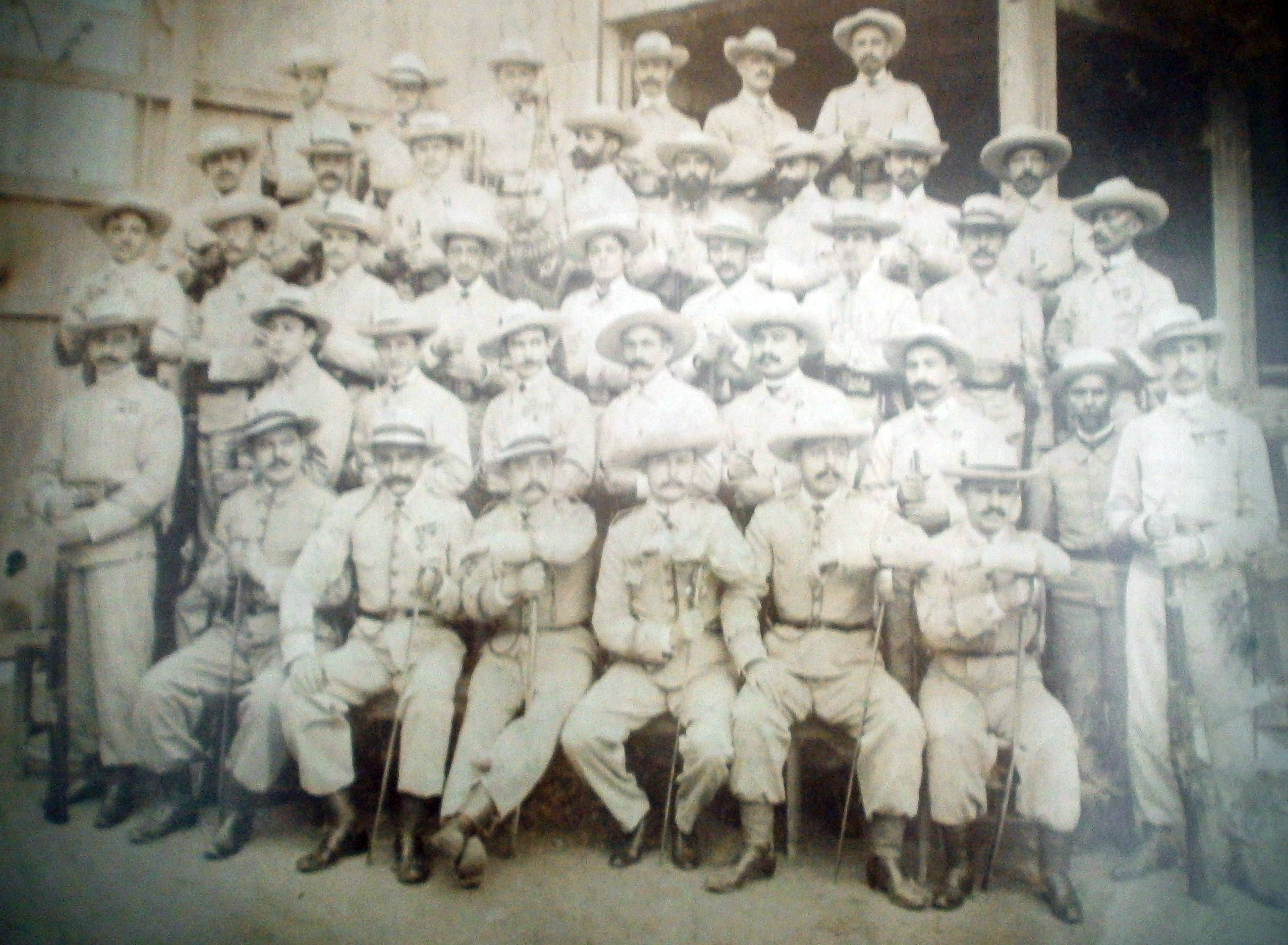
Guerra de los Diez Años en Cuba. En segunda fila, de pie, el cuarto por la izquierda, Bernardino Rovira, padre del primer jefe del RIMZ Castilla n.º 16

El 10 de febrero de 1896 desembarcó el general Weyler para hacerse cargo de la Capitanía General y publicó de inmediato varios bandos y normas para la reorganización del ejército. Junto al Batallón de la Reina, el Castilla n.º 16, con caballería y algunas piezas de artillería, formaron una columna al mando del coronel Cándido Hernández de Velasco, de gran experiencia en combates en Cuba, y marcharon hacia Pinar del Río. Dispersaron a los independentistas en Arroyo de San Felipe, Rosario y Charnuzo el 27 de julio, y dos días después derrotaron a la partida de Perico Belén, destruyeron varios campamentos del bando contrario y se adueñaron de gran cantidad de armas y animales, hecho que mencionó el general Weyler en sus escritos. Del 6 al 11 de agosto de 1896 el regimiento sorprendió a los insurrectos acampados en Cruces y Rivera, y mantuvo combates con las partidas de Payaso, Perico Belén y Rodolfo en Acrimonias, Punta de Palmas y Caobilla. Pocos días más tarde los encontraron cruzando el río Isabela. El 27 de septiembre del mismo año tuvo lugar uno de los combates más duros de esta campaña, el de las Tumbas de Toriño, por lo que el general Weyler envió un telegrama al ministro del Ejército donde puso de manifiesto la «intrepidez y bizarría» de estas tropas.
El 9 de octubre de 1896 fue una de las fechas más recordadas por el Castilla n.º 16: estando sitiada la columna del general Adolfo Jiménez Castellanos por 5000 mambises de los líderes insurrectos Máximo Gómez y Calixto García, el soldado Eloy Gonzalo se lanzó contra ellos con una lata de gasolina atada a su cuerpo, acción que permitió liberar a sus compañeros sitiados y por la que se le concedió la Cruz Laureada de San Fernando. También es digna de reseñar la gesta que protagonizó el capitán Neila: cuando estaba sitiado, y ante los constantes mensajes de propuestas de rendición que les mandaban los insurrectos, este reiteró en nombre de sus fuerzas y de él mismo que «todas mis fuerzas están dispuestas a defenderse y a morir, antes que entregar sus armas y faltar a su honor militar».

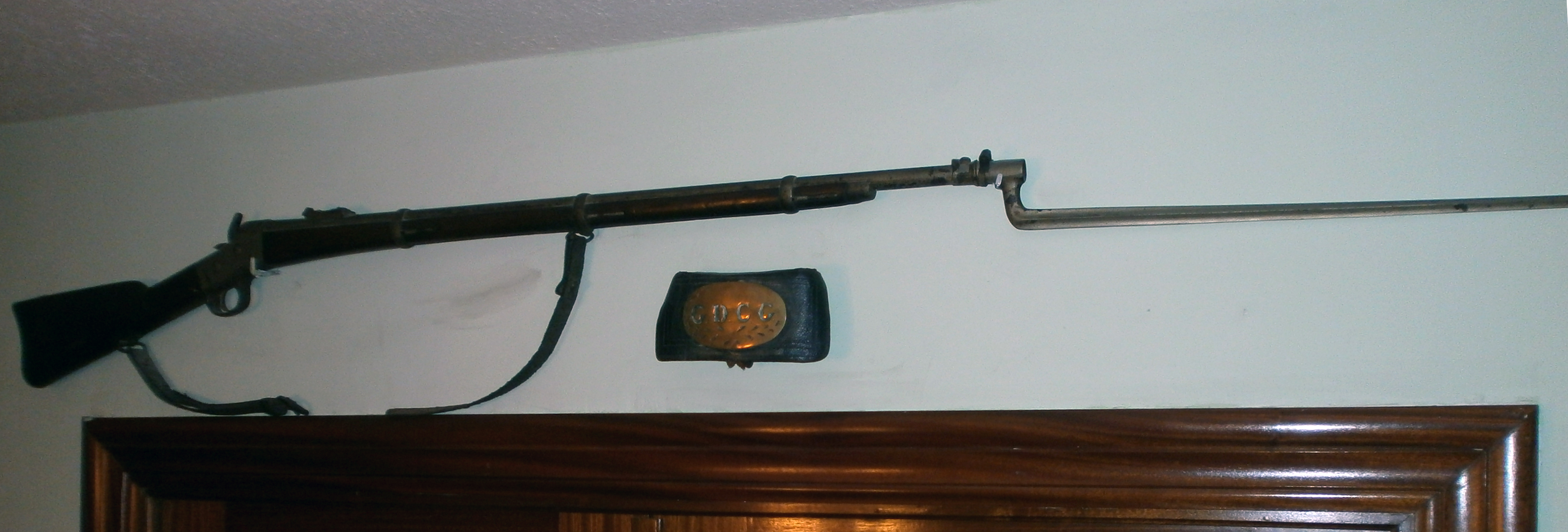
Fusil Remington de la guerra de Cuba de 1868 a 1878 de Bernardino Rovira, con bayoneta y cartuchera

Debido al ascenso del coronel Hernández de Velasco, el teniente coronel Recio se hizo cargo del batallón expedicionario del Castilla n.º 16. Su recorrido por toda la isla fue amplísimo, ascendió a coronel de las mismas fuerzas y se ganó de tal modo la confianza del general Weyler que él mismo quiso tomar el mando del batallón del Castilla n.º 16. El coronel Recio marchó a la península para curarse de una enfermedad que padecía y se quedó en Badajoz como coronel jefe del regimiento. En estas fechas sucedió el tan debatido acontecimiento de la explosión y hundimiento del acorazado estadounidense Maine, que había recalado en el puerto de La Habana el 25 de enero de 1898 y tres semanas más tarde explotó, causando la muerte a doscientos sesenta y seis marineros estadounidenses. Estados Unidos culpó a España de esta acción y le declaró la guerra. Derrotada militarmente España por el ejército estadounidense, el 10 de diciembre de 1898 se firmó el Tratado de París, por el que España reconocía la pérdida de sus últimas colonias de ultramar. El 21 del mismo mes fue repatriado el Batallón Expedicionario del Castilla n.º 16 y llegó a Cádiz el 6 de enero de 1899. El 1 de mayo del mismo año, el general Adolfo Jiménez Castellanos arrió por última vez la bandera española del Castillo de los Tres Reyes Magos del Morro en La Habana.

### Acciones a principios delsigloXX
En el año 1900 el Castilla n.º 16 realizó trabajos de tipo humanitario, como evitar el contagio en España de la peste bubónica que se había declarado en Portugal, e impedir el paso de personas y animales a lo largo de la frontera luso-extremeña. Continuaron con el desplazamiento de una compañía a Cáceres, Trujillo, Almoharín y Hornachos, lugares en los que ayudaron a los agricultores a erradicar una plaga de langostas. Posteriormente se dirigieron hacia los pueblos de Alcántara, Aliseda, Villar del Rey y Arroyomolinos, y volvieron a Badajoz a finales del mes de julio de 1900. Todo ello se compaginó con la instrucción correspondiente.

#### Nuevas banderas

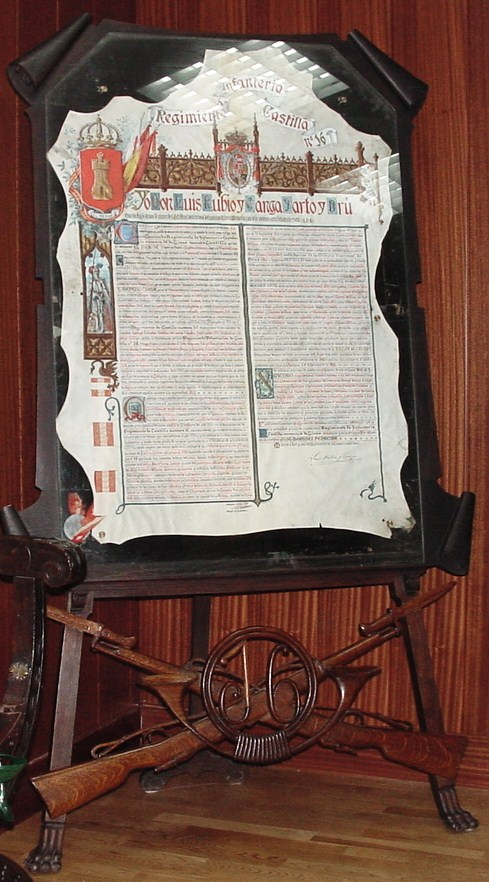
Pergamino ejecutorio del regimiento

El 7 de mayo de 1902 tuvo lugar la bendición de las nuevas banderas y se dieron de baja las dos viejas enseñas utilizadas en las campañas de Cuba, que se depositaron en el Museo del Arma de Infantería. El coronel Domingo Recio y el teniente coronel Vicente Ambel fueron los mandos a los que se les entregaron las banderas. En el Pergamino ejecutorio del Regimiento, que se guarda en la sala de enseñas y banderas del RIMZ Castilla n.º 16 sito en Bótoa —próxima a Badajoz—, y que está fechado en el año 1912, definía cómo debía ser el escudo del regimiento: «... el Escudo de Armas es el compuesto por un cuartel de esta forma: en fondo de gules, un castillo dorado con torre de homenaje y sumado de Real Corona...». El pergamino está encabezado por «Don Luis Rubio y Canga Yarto y Brú», que es quien lo redactó y mandó que se ejecutase.

#### Acontecimientos reales
Para solemnizar la coronación del rey Alfonso XIII, el Castilla n.º 16, junto con los regimientos Gravelinas y Caballería Villarrobledo, participó en una gran parada militar cerca de los glacis anejos a Puerta del Pilar. El 24 de abril de 1905 se publicó una Real Orden que encomendaba al regimiento cubrir las calles en la visita que el rey Alfonso XIII realizó a Badajoz al día siguiente. Sus componentes cubrieron desde la calle Menacho hasta la catedral, y después desfilaron en honor al monarca. El 9 de marzo de 1906 se publicó en el Diario Oficial n.º 54 un Real Decreto por el que se favorecía a este regimiento con el nombramiento de coronel honorario al rey de Portugal Carlos I de Braganza, y que dice así:

REAL DECRETO
Queriendo dar un alto testimonio de mi sincera amistad y afectuosa consideración a S. M. Fidelísima Don Carlos I, Rey de Portugal:
Vengo a nombrarlo Coronel Honorario del Regimiento de Infantería Castilla n.º 16.
Dado en San Sebastián, a nueve de marzo de mil novecientos seis.
Alfonso.
El Ministro de la Guerra: Agustín Luque

El 15 de marzo marchó una compañía del regimiento a la estación de ferrocarril de Valencia de Alcántara para tributar honores al paso de los reyes de Portugal. El 11 de marzo de 1907 tomó el mando del regimiento el coronel Vicente Ambel Cárdenas por ascenso de su antecesor. A principios del año 1909 se nombró coronel honorario del regimiento al rey de Portugal Manuel II de Braganza en sustitución del anterior, el rey Carlos I, que había sido asesinado once meses antes. A mediados de febrero volvió a pasar por Badajoz el rey Alfonso XIII de vuelta de una visita a Portugal en la que se entrevistó con el nuevo rey portugués en la localidad de Villaviciosa, encuentro al que acudió una parte del regimiento para rendir honores a los monarcas.

#### Actividad hasta el inicio de la guerra de Marruecos
Para tributar honores a los restos del teniente Jacinto Ruiz y Mendoza por su traslado a Madrid, una compañía del regimiento marchó a Trujillo el 10 de marzo de 1909, y retornó pocos días después. Se conserva en una pequeña urna un puñado de la tierra que cubrió su ataúd que, a su vez, está en el interior de otra de cristal y madera, que está depositada en la Sala de Estandartes del RIMZ Castilla n.º 16. El teniente Ruiz fue un héroe en la guerra contra los franceses, y sus restos están junto a los de los capitanes artilleros Daoíz y Velarde.
A mediados de 1909 se habían agudizado los problemas existentes con las cabilas cercanas a las posesiones españolas en el norte de África, ya que no reconocían la autoridad española y consideraban esas tierras como suyas. En estos enfrentamientos murió el cabo Luis Noval Ferrao, al que se le concedió la Laureada de San Fernando a título póstumo. A finales de año se pacificó la zona pagando un alto precio: 3000 soldados muertos.
Un batallón al mando del teniente coronel Neila se desplazó a Madrid para cubrir una parte de la carrera que en 1912 hizo el rey de Portugal Manuel II en su visita a la capital de España, así como acudir el 12 de noviembre a la Estación de Delicias para tributar honores de despedida al monarca lusitano. El regimiento finalizó el año de guarnición en Badajoz, aunque en 1912 sus regimientos San Fernando y Saboya marcharon como voluntarios a Melilla. El 9 de marzo de ese mismo año se hizo cargo del regimiento el coronel José Martínez Pedreira. Al objeto de asistir al centenario de las Cortes de Cádiz, una Real Orden indicó que deberían asistir todos los cuerpos que tuvieran en sus banderas y estandartes la Corbata de San Fernando, por lo que el Castilla n.º 16 envió una representación con el teniente coronel Neila al mando.
El regimiento terminó el año acuartelado en Badajoz, y empezó el año 1914 con parte del regimiento en Cáceres, donde el 20 de enero tomó el mando el nuevo coronel Manuel Elías Prats. A principios de julio visitó Badajoz el Servicio de Aeroestación Militar para hacer prácticas, y fue recibido por una representación del regimiento. Este servicio aprovechó la estancia para tomar las primeras fotos aéreas de Badajoz, de magnífica calidad, donde se veía perfectamente el cuartel del Castilla n.º 16.

### Guerra de Marruecos
Desde 1915 a 1918 no hubo sucesos dignos de reseñar, excepto la visita que realizó a Badajoz la infanta de España y princesa de Asturias Isabel de Borbón, hermana de Alfonso XIII y conocida popularmente como «La chata». El Regimiento de Infantería Castilla n.º 16 le rindió los honores de ordenanza mediante una compañía, bandera, banda y música. El 10 de septiembre de 1918 se hizo cargo del mando de la unidad, por ascenso de su predecesor, el coronel Francisco Sosa Arbelo. No se conservan historiales de operaciones y vicisitudes de orden interno desde 1920 hasta 1931, pero sí se sabe que en octubre de 1920 el coronel Sosa fue destinado a otro regimiento y le sustituyó el coronel Luis Navarro y Alonso de Celada. Mientras tanto, continuaron existiendo en el norte de África zonas verdaderamente inexpugnables dentro del protectorado español de Marruecos, en una zona que comprendía desde el río Muluya, al este de Melilla —la antigua Rusadir— pasando por la costa mediterránea y las montañas del Rif, hasta la ciudad de Larache, en el Atlántico.

#### El Desastre de Annual
Se nombró al general Dámaso Berenguer como Alto Comisionado, el cual hizo un plan para que fuese efectivo el dominio español en la zona bajo su influencia. El general Berenguer consiguió sus objetivos, y conquistó la «ciudad santa» de Chauen en 1920. Meses más tarde, el general Manuel Fernández Silvestre inició un avance para encontrarse con las tropas del general Berenguer, pero no tomó las debidas precauciones de dejar bien cubierta la retaguardia, descuido que aprovecharon para atacar los rifeños. A esto se sumó que las cabilas de Abd el Krim y algunas otras se levantaron en armas, que desertaron las tropas indígenas y que todos ellos conocían mejor el terreno que las tropas españolas, a las que hostigaron y aislaron en Annual. Allí, a partir del 22 de julio de 1921, se produjo una de las mayores derrotas militares de la historia de España, conocida como el desastre de Annual.

#### Llegada del Batallón expedicionario del Regimiento Castilla n.º 16 a África
Inmediatamente se decretó el envío de tropas desde la península, entre ellos el primer batallón del Regimiento de Infantería Castilla n.º 16, que embarcó en el vapor Atlante y llegó a la zona de operaciones el 25 de julio de 1921, día de Santiago Apóstol, al mando del teniente coronel Baldomero Álvarez Agudo. Poco después el batallón expedicionario del Gravelinas marchó hacia Melilla. El 4 de agosto, el capitán general de la 1.ª Región Militar, Miguel Primo de Rivera, envió una proclama a todas las unidades para que la publicaran en el Boletín de Órdenes de cada una de ellas. En esta proclama lamentaba la gravedad de los sucesos acaecidos y la retirada «desordenada y pavorosa». Por ello, arengó a todas las unidades con la esperanza de que tales situaciones no se volvieran a repetir.
A pesar de las reticencias del Gobierno Central y de los políticos de turno, siguieron llegando fuerzas a Melilla, pero en número insuficiente y sin experiencia en combate. Solo los legionarios de Millán Astray, procedentes de Ceuta, habían combatido antes. En agosto murió el primer militar del Batallón expedicionario del Castilla n.º 16, el cabo de la 1.ª compañía Juan Montes, y el mes siguiente cayó el soldado José Cano García. Fueron las primeras bajas que sufrió el Castilla n.º 16 en esta guerra. Para el 10 de octubre se preparó la toma del monte Gurugú, y el batallón del Castilla n.º 16 formó, con otras unidades, una columna al mando del coronel Riquelme. El Castilla n.º 16 sobresalió en los combates de Casabona y Nador. El ejército español tomó esta importante plaza y las fuerzas españolas siguieron su penetración hasta los estratégicos ríos Muluya y Kert, el primero por formar frontera con el protectorado francés y el segundo porque permitía avanzar hacia el oeste. Antes de ello, había que conquistar el monte Arruit, donde se encontraban gran cantidad de prisioneros españoles. Abd el-Krim pedía cuatro millones de pesetas para liberarlos, pero los militares españoles pensaban que con este dinero podría rearmar a sus fuerzas con más medios de combate, lo que dificultaría aún más su liberación. El general Berenguer y los llamados africanistas estaban decididos a que la liberación de los soldados españoles debía llevarse a cabo por la fuerza. El monte Arruit se tomó sin mayores contratiempos, lo que dio la razón a los africanistas.

#### Regreso del Batallón expedicionario del Regimiento Castilla n.º 16 a Badajoz
A consecuencia del éxito en el avance de las tropas españolas, el Alto Comisionado decidió repatriar varias unidades, un batallón por cada plaza que les proporcionó. Así pues, el batallón expedicionario del Regimiento Castilla n.º 16 fue uno de los que regresaron en 1922, no así el Gravelinas n.º 41, que permaneció en la zona hasta octubre. En mayo de ese mismo año se hizo cargo del regimiento el coronel Juan Urbano Palma, veterano de la guerra de Cuba. El 13 de diciembre de 1923 tomó el poder el general Primo de Rivera y, en Badajoz, el Regimiento Castilla n.º 16, ante los datos confusos que se tenían, quedó a la espera de órdenes concretas. En el Memorial del Regimiento consta que el segundo batallón marchó de expedicionario a Ceuta en el año 1924 y levantó el asedio de Solano, marchó sobre río Martín y desde allí a Tetuán y Zinal. Precisamente fue en estos lugares donde el batallón consiguió los objetivos marcados, lo que le valió la felicitación del general Primo de Rivera.
En Badajoz, el 15 de noviembre de 1924 tomó posesión del mando del regimiento el coronel Pedro Calderón Delgado. A finales de ese mismo año el músico mayor Bonifacio Gil y el capitán José Castillo compusieron la música y la letra del Himno del Castilla, que aún se canta con frecuencia en el patio de armas de la unidad. El músico Bonifacio Gil empezó su vida militar de tambor en el regimiento La Lealtad en Burgos, pasó al Regimiento Zamora en Ferrol como músico de primera y llegó a alcanzar el grado de comandante director de música. En 1925 regresó a Badajoz el batallón expedicionario de África y quedó solamente una compañía en la zona de operaciones norteafricana. La guerra iba dando pasos decisivos hacia su fin y, en julio de 1925, se firmó un tratado de cooperación entre Francia y España que facilitó, mediante apoyo naval francés, el desembarco de Alhucemas, decisivo para acelerar el fin de la guerra. En la guarnición de Badajoz el regimiento siguió con la instrucción de los soldados y asistió a cuantos actos requerían su presencia. El 15 de septiembre de 1925 tomó el mando el coronel Federico Fernández Sánchez Caro, que ya conocía la plaza militar de Badajoz.

#### Traslado al Cuartel General Menacho
El 29 de noviembre de 1925 se recibió la orden de trasladar el Regimiento Gravelinas n.º 41 al nuevo cuartel General Menacho, que en aquellos momentos era el primer cuartel extramuros de Badajoz y que estaba situado en el ángulo que formaban las carreteras de Olivenza y Valverde de Leganés y cercano a los glacis de Puerta del Pilar. En este lugar se edificó muy posteriormente, tras el traslado al nuevo cuartel de Sancha Brava, la Residencia militar Gravelinas. Seis años más tarde, en 1931, fue el Regimiento de Infantería Castilla n.º 16 quien ocupó el citado cuartel. El regimiento contaba en esos momentos con tres batallones, los dos primeros tenían tres compañías de fusiles y una de ametralladoras, mientras que el tercero estaba dotado con cuatro batallones de fusiles. El regimiento estaba encuadrado en la Segunda División, Primera Brigada de Infantería, mandada por el general Manuel Burguete Lana.

### Guerra civil española
El periodo de conflictos militares, sociales y políticos que se desarrollaron en España entre el 18 de julio de 1936, fecha en la que se sublevaron una serie de militares con sus tropas contra el gobierno republicano, y el 1 de abril de 1939, en la que el general Francisco Franco declaró su victoria, es el llamado periodo de la guerra civil española y que afectó, como al resto de las fuerzas armadas, al Regimiento de Infantería Castilla n.º 16.

#### Años precedentes: de 1930 a 1936
En el año 1930 todavía se encontraba el regimiento Castilla n.º 16 en el cuartel de San Francisco el Grande en Badajoz, donde ya se empezaban a instalar servicios y dependencias que mejoraban el bienestar de los soldados. Continuaba la instrucción táctica en los glacis que existían frente a la Puerta del Pilar y en la Cañada de Sancha Brava, a 4 km de Badajoz, que tenía la ventaja de poseer condiciones idóneas para los ejercicios de tiro. En el plano político se nombró unos meses más tarde a Dámaso Berenguer, antiguo Alto Comisario Español en Marruecos, jefe del nuevo Gobierno tras la caída del de Miguel Primo de Rivera. Poco después de celebrar la fiesta de la patrona, la Inmaculada Concepción, entre el 12 y 15 de diciembre de 1930, se produjeron dos pronunciamientos de signo republicano, uno en Jaca y otro en la base aérea madrileña de Cuatro Vientos. Ambos fracasaron, pero tuvieron sus repercusiones en el Castilla n.º 16, ya que el gobernador militar de Badajoz, el general Alfredo Coronel Cubría, cumplió las órdenes que le dieron desde la Capitanía General de la I Región Militar y declaró el estado de guerra, por lo que una sección del Castilla n.º 16 acudió al edificio del Gobierno Militar para leer públicamente el bando recibido. En 1931 el rey Alfonso XIII decidió exiliarse para evitar confrontaciones entre los españoles, lo que facilitó la proclamación de la Segunda República Española el 14 de abril de ese mismo año.
Unos días más tarde se presentó el nuevo coronel Joaquín Guerra Zagala, que sustituyó al anterior por su jubilación, Federico Fernández Sánchez-Caro, que había estado en la guerra de Cuba, donde fue herido y se le concedió la Medalla de Sufrimientos por la Patria. El nuevo coronel era un veterano de la campaña del 98 y de la guerra de Marruecos. Estuvo al mando del regimiento por Orden del 26 de mayo de 1931, pero durante poco tiempo, debido a la reestructuración del Ejército que llevó a cabo en esas fechas el Gobierno de la Segunda República Española. En 1931, el regimiento Castilla n.º 16 continuó con los servicios del destacamento en el penal de Ocaña, en el polvorín de San Gabriel y en el Fuerte de San Cristóbal, estos dos últimos en Badajoz.
Por orden del Gobierno del 26 de mayo, publicada en el Diario Oficial n.º 115, se fusionaron los regimientos Castilla n.º 16 con el Gravelinas n.º 41 en uno que se denominó Regimiento de Infantería de Línea n.º 16. Se organizó en dos batallones y fue designado como primer jefe el coronel Adolfo Roca Lafuente. El nuevo ministro de la Guerra, Manuel Azaña, emprendió una serie de reformas para modernizar la estructura del Ejército con la creación de una nueva escala de suboficiales y el intento de mejorar las condiciones de vida en los cuarteles. Los cambios también afectaron a la cúpula militar, ya que desapareció el Consejo Supremo de Justicia Militar, se clausuró la Academia General Militar de Zaragoza y se suprimieron los grados de capitanes generales y tenientes generales.
El 31 de diciembre de 1931 se declaró una huelga general, y durante una manifestación en el pueblo de Castilblanco los manifestantes lincharon a cuatro guardias civiles. El regimiento tuvo que intervenir para sofocar la huelga desde el 29 de diciembre hasta el 6 de enero de 1932. Por otro lado, se celebró en su propio acuartelamiento el Consejo de Guerra contra los manifestantes que causaron los sucesos acaecidos en ese pueblo. Durante los siguientes meses de 1932, el Regimiento de Infantería de Línea n.º 16 seguía presente en el penal de Ocaña y con una compañía en la ciudad de Huelva. Al coronel Roca le sustituyó el coronel José Cantero Ortega, que fue nombrado para este cargo en el Decreto Oficial n.º 49 con fecha de 24 de marzo de 1932, el cual había pasado casi toda su vida militar en el norte de África, donde se le condecoró por sus actuaciones.
El Regimiento de Infantería de Línea n.º 16 comenzó el año 1933 de guarnición en el cuartel de Menacho en Badajoz, con la ausencia del destacamento que apoyaba la seguridad del penal de Ocaña. Durante el año 1934 el regimiento siguió en Badajoz con efectivos destacados en el penal toledano, en el Fuerte de San Cristóbal y en el polvorín de San Gabriel. En el año siguiente, 1935, el regimiento volvió a tomar su sobrenombre de «Castilla» mediante un decreto de 25 de junio que fue publicado en el Diario Oficial n.º 145, lo que significaba recuperar su nombre tradicional y su símbolo de identidad histórico.

#### Año 1936
En enero de 1936 se disolvió el Parlamento y el Gobierno convocó unas elecciones que se celebraron en febrero y que fueron ganadas por el Frente Popular —coalición de partidos republicanos y de izquierdas—, tras lo que se encargó a Manuel Azaña formar gobierno. Mientras tanto, el regimiento Castilla n.º 3 —así se denominaba según Decreto Oficial n.º 25 del 23 de abril— continuaba de guarnición en su cuartel con aparente normalidad. El 10 de mayo fue elegido Manuel Azaña como presidente de la República, pero a partir de entonces se produjeron una serie de sucesos que alteraron el futuro de España: el asesinato del teniente José del Castillo de los Guardias de Asalto cometido el 12 de julio y el de José Calvo Sotelo, exministro de Hacienda del general Primo de Rivera, al día siguiente. El general Francisco Franco, capitán general de Canarias, inició la sublevación en Marruecos, a donde llegó por vía aérea, concretamente a Tetuán, el 19 de julio. A la sublevación se adhirieron, entre otras regiones, Galicia, Cáceres, Sevilla y Galicia, pero no lo hicieron en Madrid ni en Barcelona. El general José Sanjurjo, que en aquellos momentos era el líder de los sublevados, murió al día siguiente cuando su avión, al despegar desde Portugal, se estrelló.
El 21 de julio partieron para Madrid dos compañías del entonces denominado regimiento Castilla n.º 3, la 3.ª y la 4.ª, al mando del comandante José Ruiz Farrona, para reforzar la capital de la República y combatir en la sierra de Guadarrama, concretamente en el Alto de los Leones. A primeros de agosto marcharon los sublevados con dirección a Madrid y, en vez de hacerlo por Córdoba, decidieron hacerlo por Extremadura, ya que la resistencia republicana en la ciudad andaluza era muy fuerte. Se libraron varios combates en los que tomó parte el Regimiento de Infantería Castilla n.º 3, que defendía la zona republicana, pero cayeron localidades como Almendralejo, Mérida y Villafranca de los Barros en poder de las fuerzas que mandaba el entonces teniente coronel Juan Yagüe.

##### Defensa y toma de Badajoz
Como era muy arriesgado para las tropas franquistas seguir hacia Madrid dejando Badajoz en su retaguardia, ya que en esta ciudad había 500 soldados del Castilla n.º 3 y unos 3000 milicianos armados por orden del coronel Ildefonso Puigdengolas, decidieron marchar hacia Mérida y Badajoz, al mando del teniente coronel Yagüe. Esta columna estaba formada por una bandera de la Legión, un tabor marroquí y los servicios de zapadores, sanidad e intendencia, fuerzas que sumaban un total de 4500 hombres.
Para tomar Badajoz, las tropas sublevadas instalaron tres baterías de artillería sobre Cerro Gordo —un altozano que domina en la distancia a Badajoz— al mando del capitán Luis Alarcón de la Lastra. El jueves 13 de agosto, a las tres de la tarde, se dio la orden de ataque. La defensa, que estaba en manos de milicianos, se centraba sobre el cuartel de Menacho y la Puerta de la Trinidad. Badajoz estaba aislada tanto por tren como por carretera y ni siquiera podía recibir ayuda por aire, pues los aviones del teniente coronel Yagüe despegaban de un aeródromo cercano a la ciudad portuguesa de Elvas. Yagüe pretendía envolver Badajoz y, con esa finalidad, envió al comandante Castejón hacia el Cuartel de Menacho y al teniente coronel Carlos Asensio a la Puerta de la Trinidad. Castejón logró entrar en el cuartel, que estaba defendido por el Castilla n.º 16, mientras que los legionarios de Asensio tomaron la Puerta de la Trinidad a bayoneta calada. Mucho más duro fue el combate en la Puerta del Pilar, puesto que de la compañía que la tomó por asalto solo sobrevivieron el capitán, un cabo y catorce soldados, pero al final las tropas de Castejón pudieron entrar por ese lugar. Empezó entonces una cruenta represión, fusilando a todos los que empuñaron un arma contra las tropas sublevadas. El propio comandante del regimiento, el coronel José Cantero Ortega, fue fusilado poco después de haber sido hecho prisionero. A partir de la toma de Badajoz por las fuerzas franquistas, el teniente coronel Fernando Acosta Roldán reorganizó el regimiento —ya bajo las órdenes de Franco— y a partir del 19 de agosto tuvo como jefe al comandante Eduardo Cañizares Navarro.

##### Creación y acciones de los nuevos batallones
- I Batallón: se creó el 17 de agosto bajo el mando del comandante Fernando Ramos y Díaz de Villa y, seis días más tarde, ocupó los pueblos de Alconchel y Villanueva del Fresno, en la provincia de Badajoz. El 15 de diciembre se trasladó a Peñarroya-Pueblonuevo en la provincia de Córdoba, donde terminó el año.
- II Batallón: se creó el mismo 17 de agosto y su jefe fue el comandante José Álvarez Rodríguez. Intervino el 31 de agosto en la defensa de Llerena, que era atacada por las tropas republicanas. A continuación ocupó los pueblos de Alconera y Azuaga. En septiembre fue enviado a Villagonzalo y Oliva de Mérida y terminó el año entre los pueblos pacenses de Valdetorres y Villagonzalo.
- III Batallón: se creó el 1 de septiembre al mando del comandante Ildefonso Medina Mogollón y quedó de guarnición en Badajoz hasta diciembre, cuando fue enviado al pueblo de Salvaleón y, posteriormente, se le encargó la toma de la sierra de Monsalud, acción que se materializó el 27 de diciembre.
- IV Batallón: se empezó a organizar el 6 de septiembre, al mando del comandante Bartolomé Guerrero, y marchó el día siguiente a Mérida; seis días más tarde ocupó los pueblos de Alange, Zarza de Alange y Villagonzalo. A finales de septiembre tomó Guareña, todos ellos de la provincia de Badajoz. Finalizó el año de guarnición en Mérida.
- V Batallón: se empezó a organizar a primeros de octubre y marchó seguidamente a Campillo de la Serena y entabló combate con el enemigo en las proximidades del Cortijo de Tamburrero. A finales de año fue destinado a Santa Amalia y Oliva de Mérida, donde terminó el año.
- VI Batallón: se organizó a primeros de noviembre y el día 3 del mismo mes salió de servicio a Villafranca de los Barros y a los pueblos de Campillo de Llerena y Retamal de Llerena, donde finalizó el año.
- VII Batallón: se organizó en el mes de diciembre y quedó de servicio en Badajoz hasta el 23 de diciembre, cuando fue trasladado a los pueblos de Alburquerque y San Vicente de Alcántara hasta finalizar el año.
- VIII Batallón: se creó el 31 de diciembre y quedó de guarnición en Badajoz capital.

El regimiento terminó el año con ocho batallones y, el año siguiente, en 1937, se amplió su número a veinte.

#### Año 1937
El ejército republicano creó a partir de mayo el VII Cuerpo de Ejército al mando del teniente coronel Ruiz Farrona y estableció su base de operaciones en Cabeza del Buey. Por parte del ejército franquista, la División de Badajoz pasó a ser la División 21, compuesta por dos brigadas. La primera tenía en sus filas, además de otras unidades, a los batallones III, IV, V, VIII y IX del «Castilla» y estaba mandada por el teniente coronel Luis Oliver. La segunda brigada, bajo el mando del teniente coronel Alfonso Gómez Cobián, también tuvo en sus filas batallones del «Castilla»: concretamente los batallones II, VI, IX y X. Desde el año 1936 no se registraban mayores concentraciones de fuerzas de ambos bandos en Extremadura. El fin principal del ejército franquista era cercar la zona de Mérida, donde se habían agrupado gran cantidad de tropas republicanas, a modo de «bolsa», para que no tuvieran posibilidades de aprovisionamiento desde el exterior. La operación comenzó el 20 de julio y el 24 del mismo mes se unieron las dos brigadas franquistas, que la dieron por finalizada, aunque en días sucesivos procedieron a conquistar los pueblos más importantes de la zona.
El resto del año lo pasaron los diferentes batallones del «Castilla» en combate por la práctica totalidad de la península, pero ya como batallones independientes, unidos a diversos cuerpos de ejército y unidades. La operación más destacable fue la llevada a cabo del 16 al 19 de marzo por el III Batallón del «Castilla» al mando del teniente coronel Álvarez Rementería en la localidad cordobesa de Villanueva del Duque, por lo que se le concedió al batallón la Medalla Militar Colectiva y la Medalla Militar Individual para el jefe de esas tropas, comandante Ildefonso Medina Mogollón. Esta condecoración se cedió al Regimiento de Infantería Castilla n.º 16 y se depositó en su Sala de Estandartes.

#### Año 1938
Las acciones bélicas del I al XIV Batallón se desarrollaron por toda Extremadura, tanto en la provincia de Cáceres como en la de Badajoz. Al IX Batallón se le concedió la Medalla Militar Colectiva por sus acciones en los frentes de Villagonzalo, Guareña, Palomas y el vértice de Cabezuela del Valle, sobre este último lugar, donde el ejército republicano atacó repetidamente y repelieron los avances a pesar de su inferioridad de tropas y medios. El 2 de octubre se trasladó al frente de Córdoba, por lo que el 221 Batallón —que operaba en la zona de Hornachos y Azuaga— posteriormente fue enviado a Córdoba, donde terminó el año. El IV Batallón de Trabajadores operó entre la zona de Llerena y Castuera. El 301 Batallón de Guarnición pasó el año entre San Vicente de Alcántara y Algeciras, al igual que el 302 Batallón de Guarnición. El 401 Batallón de Orden Público pasó prácticamente todo el año en Badajoz y fue destinado a finales del mismo a Talavera de la Reina. El 901 Batallón de Guarnición empezó el año en Mérida y lo finalizó trasladado a Don Benito. El 222 Batallón de Guarnición empezó el año en Aguilar de la Frontera, operó en la Sierra de Acebuche y lo terminó en Cabeza del Buey. A primeros de marzo se organizó el 104 Batallón de Trabajadores y empezó con trabajos de fortificaciones en Mérida, Oliva de Mérida y Valdetorres. Finalizó el año en Castuera con su trabajo de inicio y mejora de fortificaciones. En el mes de abril se formó el XV Batallón en Almendralejo, pasó a operar en el frente de Retamal de Llerena y terminó el año en el frente de Córdoba. En mayo se creó el 131 Batallón de Trabajadores en Mérida, que posteriormente se trasladaría a Fuente Obejuna y más tarde a Monterrubio de la Serena, donde continuó con trabajos de fortificación y arreglo de pistas y carreteras y donde finalizó el año. A principios de julio se organizó el 133 Batallón de Trabajadores en el pueblo extremeño de Los Santos de Maimona y desarrolló sus trabajos específicos en los pueblos de Valdetorres y Santa Amalia, ambos en la provincia de Badajoz, donde terminó el año. En el mes de agosto se formó en Don Benito el 112 Batallón de Trabajadores y estuvo en esta zona todo lo que restaba del año 1938. El 1 de noviembre se formó en Badajoz el 376 Batallón de Guarnición, que permaneció en la ciudad con sus trabajos de carga y descarga de material de intendencia hasta finales de año. Por último, en diciembre se creó el 158 Batallón de Trabajadores en el pueblo cordobés de Montilla, donde se quedó establemente hasta finales de año.

#### Año 1939
El Regimiento de Infantería Castilla n.º 3, que es como se llamaba al Castilla n.º 16 en esa época, comenzó el año 1939 con diecisiete batallones de armas, seis batallones de trabajadores, cuatro batallones de guarnición y uno de orden público. Como el frente de Extremadura se reactivó por ataques de los republicanos para distraer a las tropas enemigas del frente de Cataluña, las fuerzas franquistas enviaron grandes refuerzos y, ante esta situación, los republicanos decidieron replegarse.
Aun así se siguieron creando batallones del «Castilla» y a principios del mes de enero se creó el 203 Batallón de Trabajadores con base en Cerro Muriano, que estuvo en la provincia de Córdoba hasta finales de la guerra. A principios de febrero se formó el 144 Batallón en Cáceres y, después de pasar por las provincias de Huelva y Córdoba, se trasladó a Jaén hasta que se disolvió, a finales de julio, y entró a formar parte del XIV Batallón del «Castilla». El I Batallón empezó el año acuartelado en Granada, y más tarde se trasladó a la localidad cordobesa de Peñarroya, al igual que el VII Batallón. El II Batallón continuó en las zonas de Castuera y Campanario y, meses más tarde, lo enviaron a ocupar los pueblos de la zona de Almadén, donde estuvo acompañado algunos meses por los batallones VI, VIII, XI, XII y XIII. El III Batallón pasó el año 1939 entre las provincias de Córdoba y Jaén junto al IX Batallón. El IV Batallón operó en los pueblos de las provincias de Almería y Sevilla. El V Batallón continuó todo el año en el frente de Madrid y patrulló por Pozuelo de Alarcón y San Lorenzo de El Escorial. Los batallones X, XIV y XV operaron todo el año por los pueblos de la provincia de Jaén. Los batallones 221 y 222 tomaron parte en las batallas que tuvieron lugar en Peñarroya y Cabeza del Buey, de donde partió el 222 Batallón para Tarifa para prestar servicios de guarnición y fue disuelto en septiembre al entrar a formar parte del Regimiento de Infantería n.º 7, que estaba de guarnición en Algeciras.
El 4.º Batallón de Trabajadores estuvo en Castuera hasta que en el mes de julio lo trasladaron al pueblo gaditano de La Almoraima, donde fue disuelto. El 301 Batallón de Guarnición estuvo en Larache, Marruecos, hasta que en el mes de julio fue disuelto y licenciaron al personal que lo componía. Lo mismo le ocurrió al 302 Batallón de Guarnición, con la diferencia de que este último prestaba servicios de seguridad en el frente de Madrid. De igual modo que los anteriores, los batallones 376 de Guarnición, 159, 104, 131, 133, 112 y 203 de Trabajadores, 401 de Orden Público y 901 de Guarnición fueron disueltos y su personal licenciado.
A partir del 1 de octubre, por el Decreto de 24 de julio de 1939 publicado en el Boletín Oficial del Estado n.º 206, se reorganizó el ejército y el «Castilla» se estableció en Badajoz con el nombre de Regimiento de Infantería Castilla n.º 3, al mando del teniente coronel Bartolomé Riera Maestre, al que meses más tarde sustituyó el teniente coronel Ildefonso Medina Mogollón.

### Guerra de Ifni y Sáhara

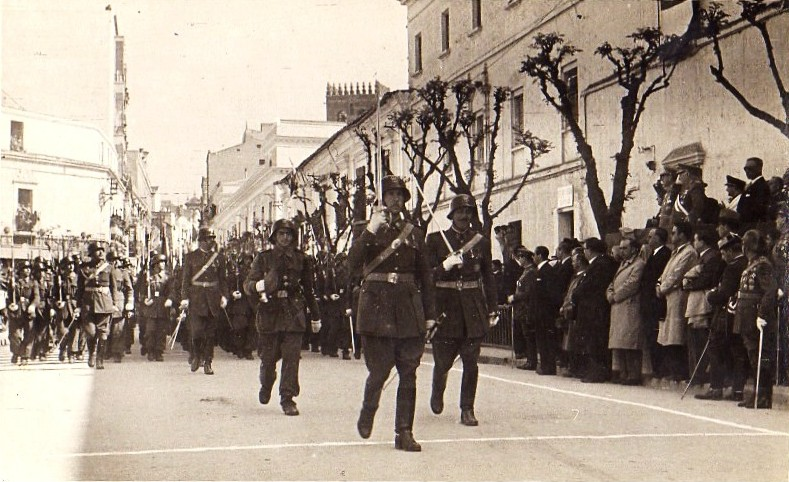
Desfile del Rgto. de Infantería Castilla n.º 16 con el comandante Rovira Recio al frente

Pasados los años de la posguerra, el 22 de febrero de 1957, por Orden Ministerial del día 8 del mismo mes, que se publicó en el Diario Oficial n.º 36, se presentó el coronel Luis Valero Coll para tomar el mando del regimiento. Como comandante ayudante de este coronel estaba Adolfo Rovira Recio, que más tarde sería el primer jefe del Regimiento de Infantería Mecanizada Castilla n.º 16 con la llegada a Badajoz de los primeros carros de combate del regimiento. A partir de 1957 la agrupación de reclutas marchaban al llano existente en la cañada de Sancha Brava, que dista de Badajoz unos cuatro kilómetros, zona en la que posteriormente se edificó el cuartel de Sancha Brava, donde iniciaban su periodo de instrucción. El mando lo tuvieron, alternativamente, los comandantes Carapeto Salgado y Rovira Recio.
Desde principios de 1957 se venían produciendo actos de sabotaje esporádicos en Ifni, provincia española situada en el sur de Marruecos, lo que hacía prever que se recrudecerían en el futuro. En la madrugada del 23 de noviembre de ese mismo año se infiltraron varios elementos contrarios a la presencia española en la ciudad de Sidi Ifni, y fueron descubiertos por un centinela que dio la voz de «¡Alto! ¿Quién va?»; al no obtener respuesta disparó su arma y se desató un tiroteo. Al mismo tiempo, lo que confirmó que había una acción coordinada por los indígenas, fueron atacados varios destacamentos situados en torno a Sidi y también comenzaron los hostigamientos en el Sáhara Español, más al sur. A la vista de estos incidentes, en España se prepararon varios batallones expedicionarios, entre ellos uno del Castilla n.º 16 que fue destinado a Villa Cisneros, al mando del comandante Carapeto. El 29 de noviembre de 1957 embarcaron en el barco Ciudad de Oviedo, hicieron escala en Las Palmas de Gran Canaria y arribaron el 9 de diciembre a las playas de Sarga, en la península de Río de Oro. A partir del día siguiente el Castilla n.º 16 empezó a prestar sus servicios de guarnición en campaña.

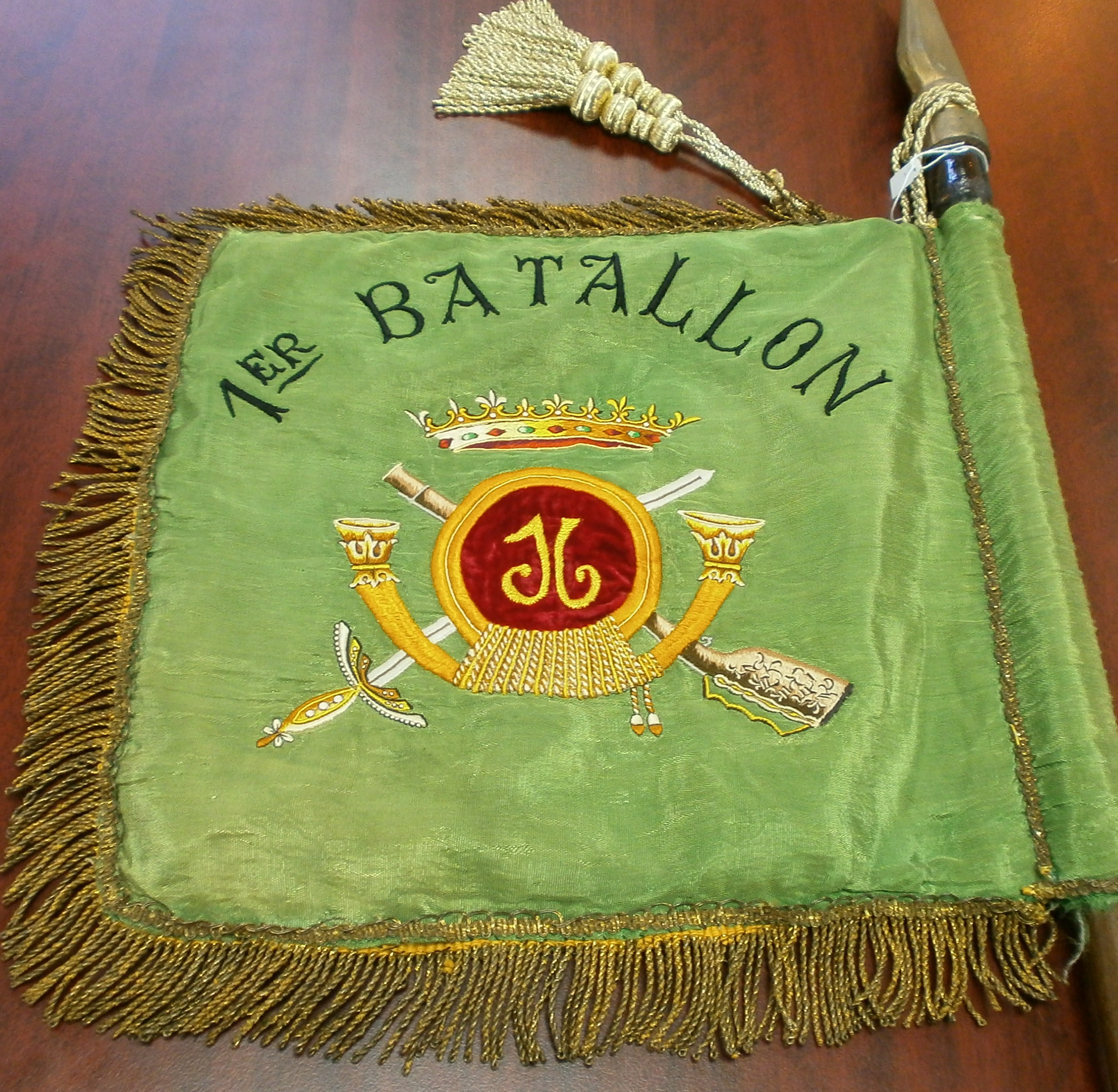
Banderín del batallón expedicionario del Castilla n.º 16 a Sidi Ifni

No solo lucharon contra las fuerzas insurrectas; el Regimiento expedicionario del Castilla n.º 16 luchó contra la sed, pues la ración diaria de agua era lo que cabía en una lata vacía de leche condensada. En gran medida la sed era producto de la ración de comida que se les daba: 60 gramos de chocolate y una lata de sardinas. Como el pan llegaba en pésimas condiciones, lleno de bichos negros, el hambre fue otro enemigo a batir. Da idea de esta escasez el que la cena de Nochebuena se limitó a un plato de judías, un huevo duro y una cerveza. Y no solo sufrieron esto: el médico del batallón enfermó en Las Palmas de Gran Canaria y las tropas se quedaron sin este servicio primordial, que hubo de prestar el alférez de complemento Ángel Fernández Gaitán, que era médico. A pesar de estas dificultades, el batallón estuvo en continuo contacto bélico con los nativos en un terreno muy conocido por ellos y muy hostil para los españoles. Ni siquiera la indumentaria que llevaban les facilitaba las cosas, pues su color azul destacaba sobre la arena blanca del desierto y convertía a los soldados en blancos fáciles. En una encarnizada batalla, de las últimas que se libraron, se consumieron 13 000 cartuchos del calibre 7,92 mm y 4000 de 9 mm, ello considerando que las armas que portaban los españoles no ametrallaban, sino que hacían los disparos de uno en uno.
También estuvo presente el batallón en la ofensiva final del 20 de febrero de 1958. El 3 de junio embarcó el batallón expedicionario en los buques cañoneros Vasco Núñez de Balboa y Magallanes y en el buque minador Eolo, rumbo a Las Palmas de Gran Canaria. Cinco días más tarde embarcaron en la turbonave Montserrat con dirección a Algeciras y, ese mismo día, emprendieron viaje por vía férrea hacia Badajoz. En el acto en honor del batallón y del regimiento se impusieron la Cruz del Mérito Militar de plata a setenta y ocho cabos y soldados, la Medalla de Sufrimientos por la Patria al soldado Leandro Márquez Rosa y la Cruz del Mérito Militar con distintivo rojo a los mandos del batallón. En esta campaña murieron en combate el sargento Juan Serrano Leite, el cabo 1.º Jesús González González y el soldado Fidel del Río Menayo.

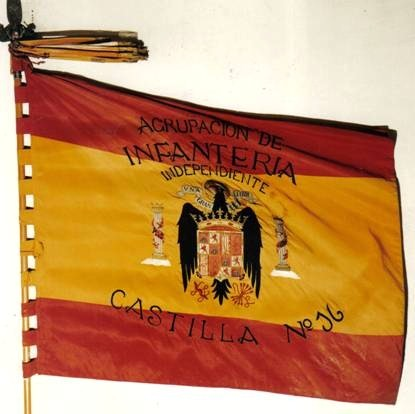
Bandera de la Agrupación de Infantería Independiente Castilla n.º 16

### Nuevas denominaciones de la unidad
En cumplimiento de la Instrucción General n.º 160 115 del 15 de enero de 1960 que dictó el Estado Mayor del Ejército el 1 de marzo de ese mismo año, este regimiento tomó el nombre de Agrupación de Infantería Independiente Castilla n.º 16. El mando recayó en el coronel Justel Cadierno al que siguió, por ascenso de este, el coronel Alfonso Ten Turón, y después ostentaron el mando los coroneles Enrique Gastesi Barreiro y Enrique de Muslera Fernández. El 21 de septiembre y por Orden Circular del 1 del mismo mes, publicada en el Diario Oficial n.º 201, se incorporó a este puesto el teniente coronel Adolfo Rovira Recio, que años más tarde fue el primer jefe del Batallón de Carros de Combate del Regimiento del Castilla n.º 16.
El 31 de marzo de 1963 el regimiento volvió a cambiar de nombre en virtud de lo dispuesto en la Instrucción General n.º 163-132 del Estado Mayor del Ejército. A partir del 1 de abril de 1963 se denominó Regimiento de Infantería Independiente Castilla n.º 16. El 17 de febrero de 1966 se nombró jefe del batallón de carros de combate al teniente coronel Adolfo Rovira Recio y, el 30 de septiembre, cuando pasó revista al regimiento el general Pedro Merry Gordon, le entregó el mando del regimiento al citado teniente coronel Rovira, ya que la plaza de coronel estaba vacante. En el año 1965 y con motivo de la reorganización del Ejército, este regimiento pasó a llamarse Regimiento de Infantería Mecanizada Castilla n.º 16, según la Instrucción Regional n.º A-58-65, y se integró en la Brigada de Infantería Mecanizada «Extremadura» XI de la División de Infantería Mecanizada Guzmán El Bueno n.º 2 del Ejército de Intervención Inmediata.
El 29 de junio de 2015, en virtud de la Orden DEF/1265/2015, por la que se desarrolló una nueva organización básica del Ejército de Tierra centrada en las brigadas orgánicas polivalentes, el regimiento cambió su denominación por Regimiento de Acorazado Castilla n.º 16, perdiendo su condición tradicional como unidad de infantería, pero manteniéndose en la Brigada «Extremadura» XI, aunque esta, como las restantes, se convirtió en una unidad polivalente.

## Nuevo cuartel de Sancha Brava
En el mes de marzo de 1966 se inició el traslado del mando y la plana mayor del regimiento al nuevo cuartel de Sancha Brava sito en la carretera de Badajoz a Valverde de Leganés, a unos cuatro kilómetros de la capital, y el 6 de junio el batallón mecanizado. El 17 de noviembre se hizo cargo del regimiento el coronel Fidel Cátedra Román, destinado al mismo por Orden Circular del 28 de octubre que se publicó en el Diario Oficial n.º 245. Le hizo la entrega del mando del regimiento su jefe, el teniente coronel Adolfo Rovira Recio. Según llegaban los tanques M47 Patton, se fueron distribuyendo entre las diversas compañías del batallón. En estas fechas cesó en el mando por ascenso a coronel su jefe, el teniente coronel Adolfo Rovira Recio.

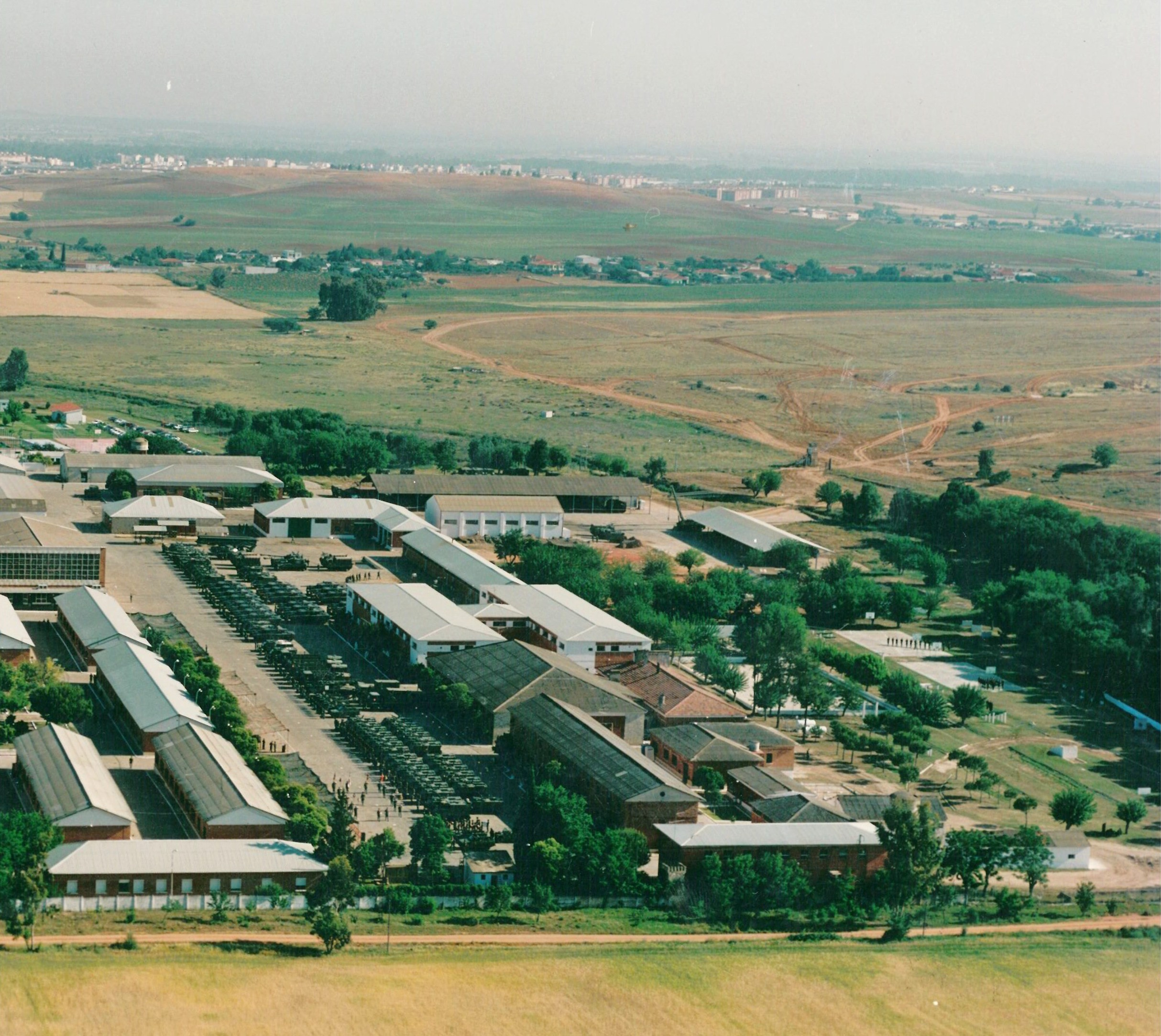
Vista aérea del cuartel de Sancha Brava
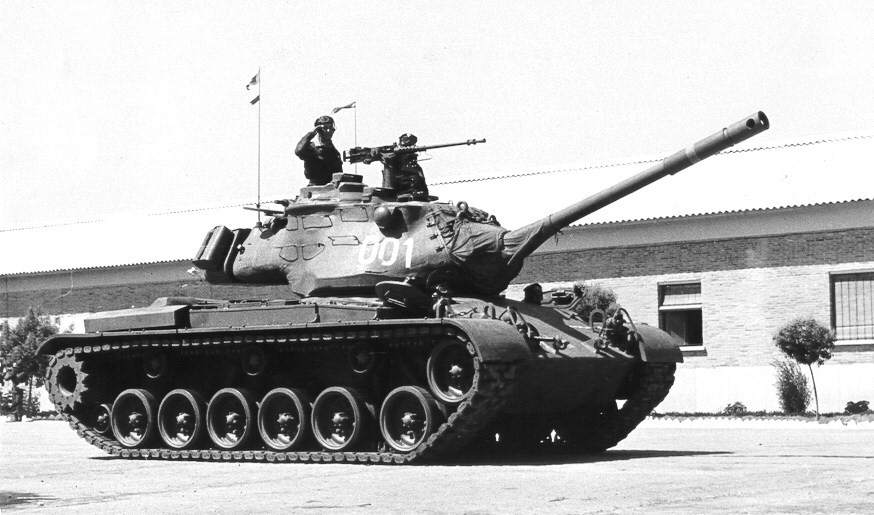
Tte. coronel Rovira en el carro 001. Desfile en 1972
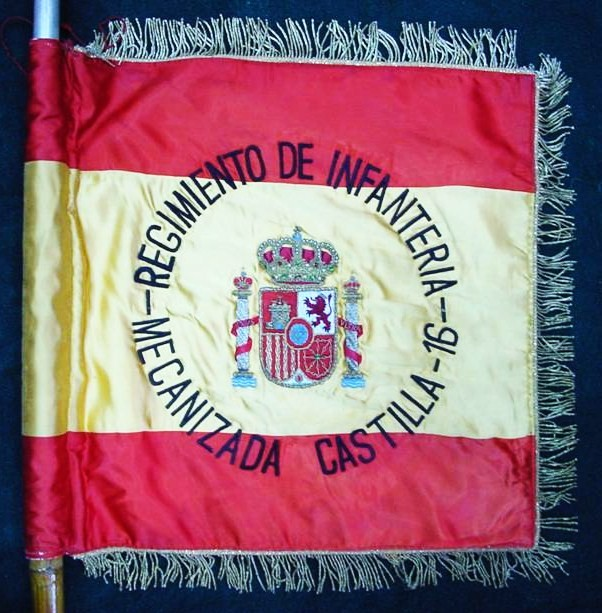
Estandarte del RIMZ Castilla n.º 16

El 10 de noviembre de 1968 se produjo un hecho importante en el regimiento: Extremadura y el Instituto de Cultura Hispánica rindieron homenaje al Ejército Español, simbolizado en esta ocasión por el Regimiento de Infantería Mecanizada Castilla n.º 16, y se aprovechó el acto para bendecir y entregar un estandarte que ofreció el Ayuntamiento de Badajoz. A las once de la mañana llegó el capitán general de la II Región Militar, Manuel Chamorro Martínez. Una vez oída la misa, los abanderados marcharon a sus puestos al frente de la formación. Después de una alocución del coronel, la compañía de fusileros efectuó una descarga y, mientras sonaba el himno nacional, la bandera y estandartes se retiraron a la sala correspondiente. A continuación se procedió al desfile de las fuerzas, cerrado por el batallón de carros de combate M47, cada uno con el nombre de un conquistador extremeño, por lo que este batallón se llamó de «La Hispanidad». Asistieron al acto los representantes de los pueblos que entregaron las placas con los nombres de los conquistadores nacidos en ellos.

## Base General Menacho
A comienzos de 1970 seguía siendo coronel Fidel Cátedra Román, al que anteriormente se le había impuesto la Cruz al Mérito Militar con distintivo blanco. En junio de 1972 se recibió la visita del ministro del Ejército Juan Castañón de Mena, quien felicitó a los mandos por la buena preparación de las fuerzas revistadas. Entre ejercicios militares como el «Pegasus-98», «Replay-94» o las misiones de paz en Bosnia y Croacia pasaron los siguientes años. El 29 de mayo de 1999 empezó el principio del fin del acuartelamiento de Sancha Brava y por ello se celebró en la Plaza de Armas un emotivo acto de despedida. El 30 de junio de ese año se publicó la última orden del Acuartelamiento de Sancha Brava. El Regimiento de Infantería Mecanizada Castilla n.º 16, sucesor del Regimiento de Infantería Castilla n.º 16, comenzó las operaciones de traslado a la Base General Menacho en Bótoa, a unos quince kilómetros de Badajoz, donde permanece en la actualidad.

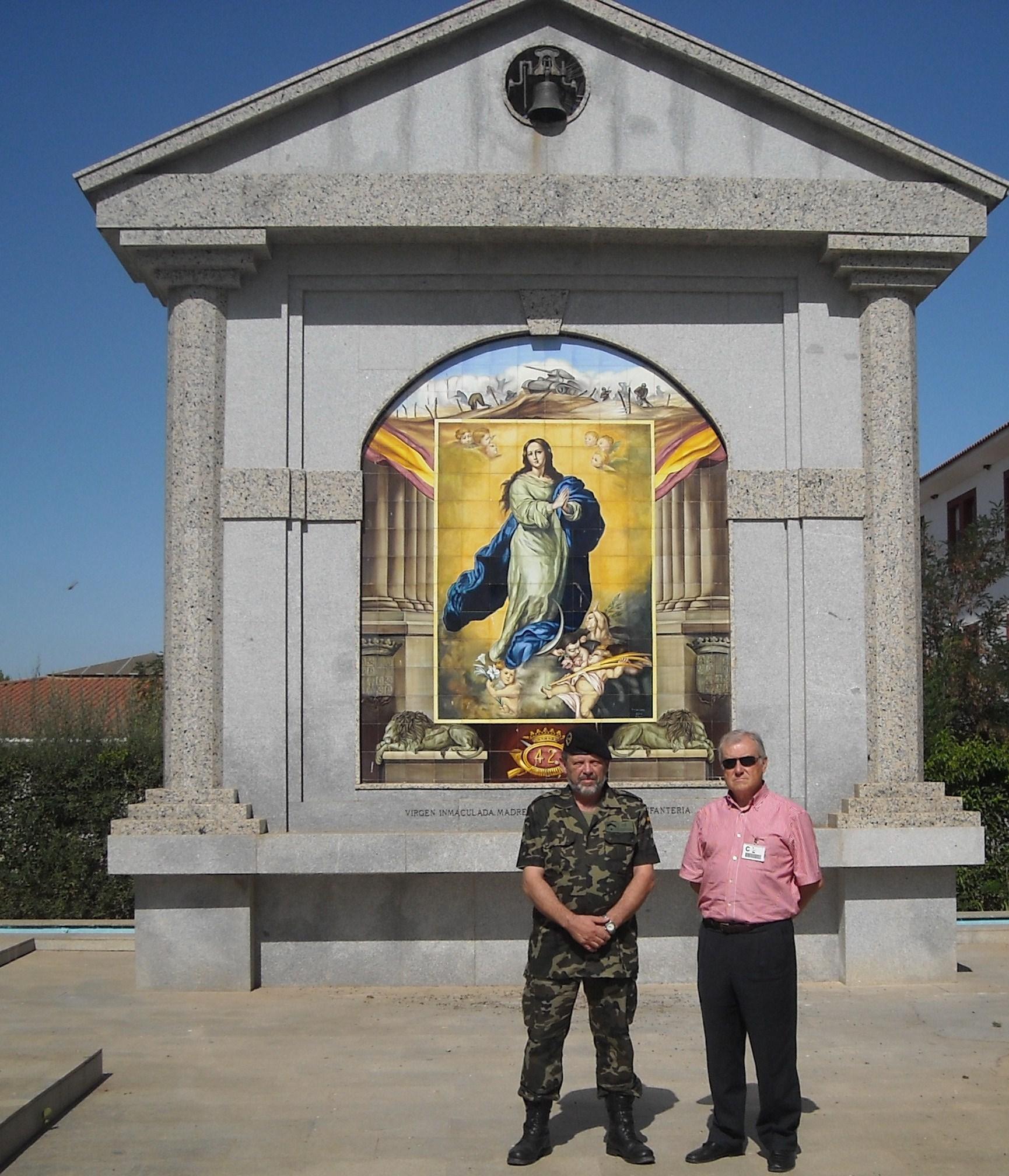
Monumento a la Inmaculada Concepción
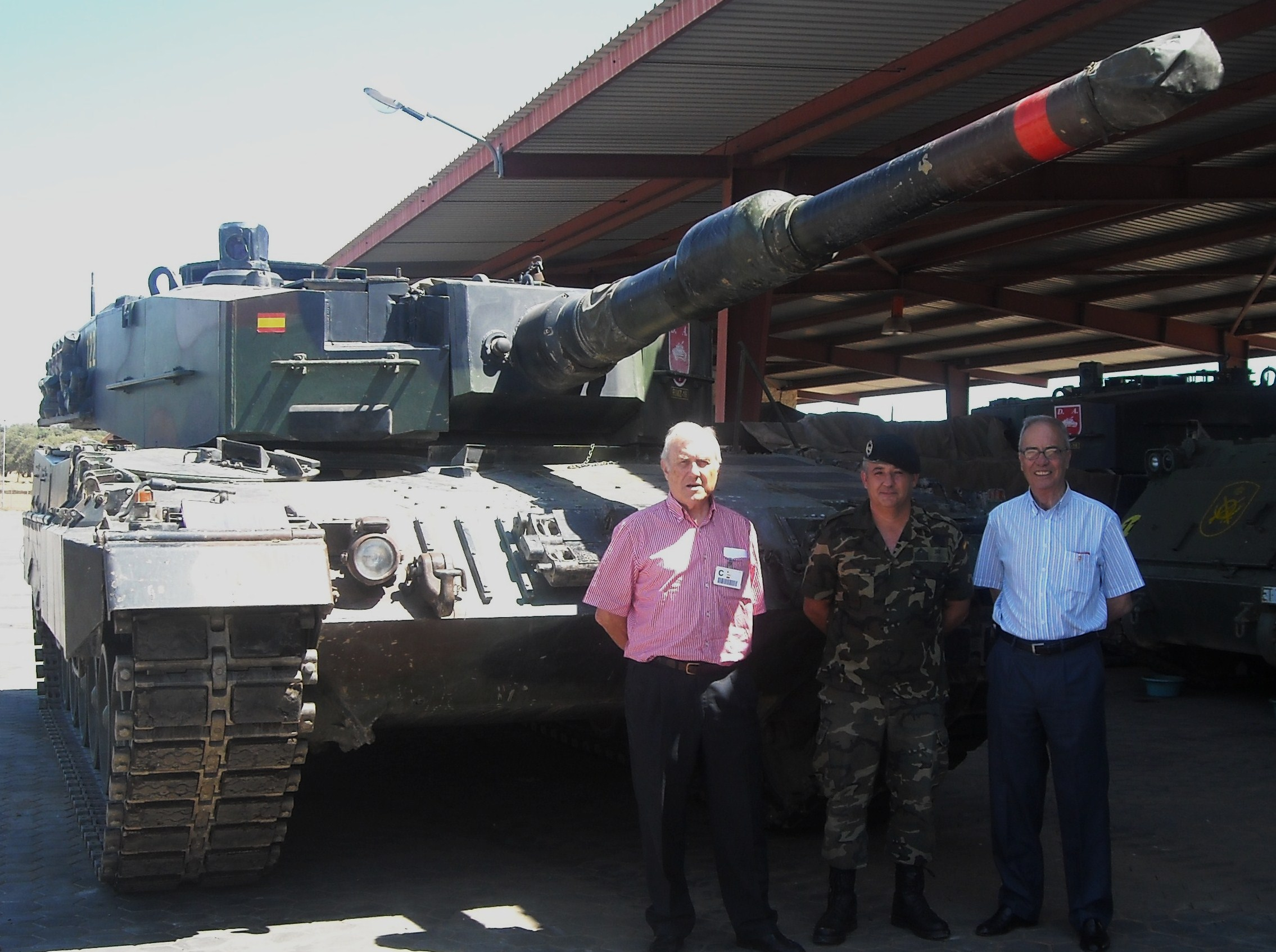
Carro de combate en la Base General Menacho
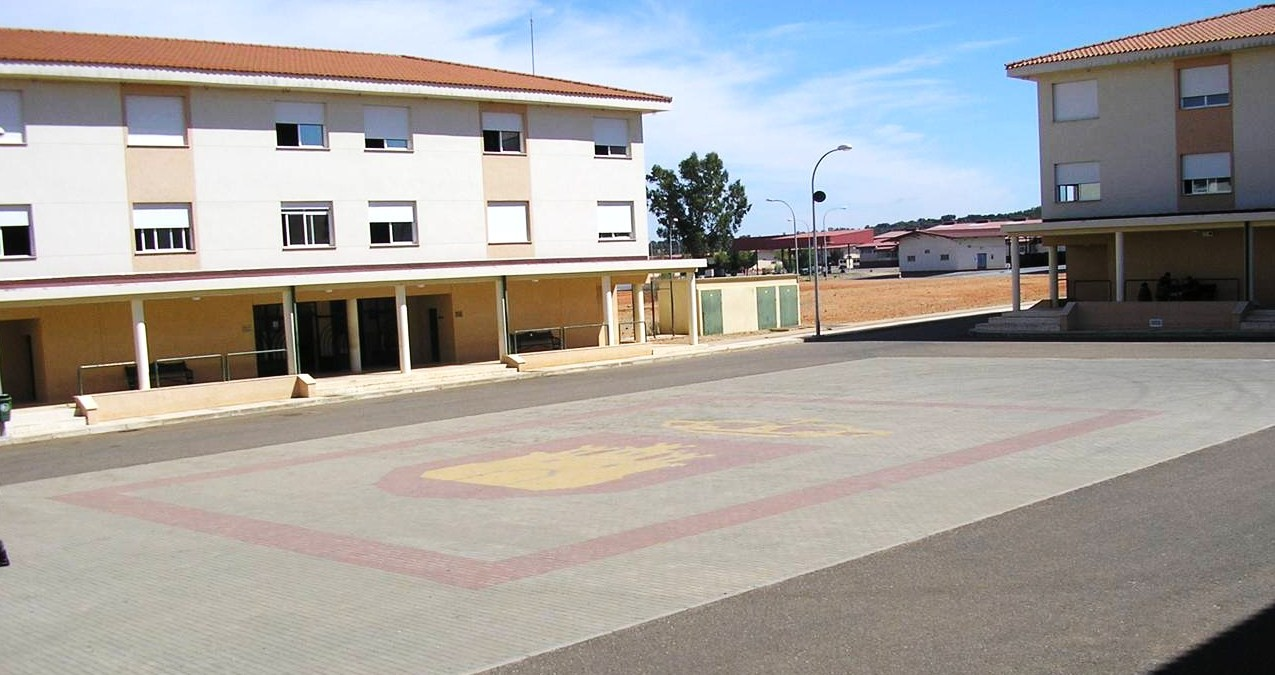
Patio de la zona de mando de la Base General Menacho

## Jefes del regimiento desde su fundación
Cadena de mando del Regimiento, ininterrumpida desde su creación por Pedro de Alcántara Álvarez de Toledo y Salm-Salm, duque del Infantado y primer coronel del Regimiento:
| 1793-Duque del Infantado              | 1795-Antonio Senra               | 1796-Antonio Correa                    | 1802-José Panés                | 1808-Ignacio Martínez Vallejo     | 1808-Gaspar Francos                 | 1812-Francisco Hevia                   | 1813-Francisco Bocelli               |
| 1815-Manuel Nava Campomanes           | 1820-José Marcos de Sáinz        | 1822-Pedro Antonio Barrena             | 1823-Narciso Pereda            | 1828-Francisco Sanjuanena         | 1835-Félix Carrera                  | 1836-Santos San Miguel y Valledor      | 1837-Miguel Mir de González          |
| 1840-Miguel Mir de González           | 1844-Ramón Nouvilas Rafols       | 1849-Francisco de la Rocha y Dugi      | 1857-Antonio Navazo y Teresa   | 1859-Eduardo Aldanese Urquidi     | 1864-José Velarde                   | 1865-Melitón Andrés Rodríguez          | 1866-José Oliva                      |
| 1867-Ramón de la Torre Bordono        | 1868-José Cheriff y Monroy       | 1869-José Faura y Serra                | 1871-José Pierrat Iniesta      | 1872-Félix Aburruza Manzanares    | 1873-José Pierrat Iniesta           | 1874-Antonio Ciriza Sánchez            | 1876-Pascual de la Calle Iguibert    |
| 1878-Emilio Ferrer y Sarasa           | 1880-Leonardo Fernández Ruiz     | 1887-Manuel Ortega y Sánchez-Muñoz     | 1889-José Márquez Torres       | 1890-Joaquín Gutiérrez Villuendas | 1893-Francisco Salinero Beliver     | 1894-Gabriel Gelabert Vallecilla       | 1896-Cándido Hernández de Velasco    |
| 1897-Domingo Recio Martínez           | 1907-Vicente Ambel Cárdenas      | 1912-José Martínez Pedréira            | 1914-Manuel Elías Prats        | 1916-Reynaldo Carrero Ventura     | 1918-Francisco Sosa Arbelo          | 1920-Luis Navarro A. de Celada         | 1923-Juan Urbano Palma               |
| 1925-Pedro Calderón Delgado           | 1926-Federico Hernández S-Caro   | 1931-Joaquín Guerra Zagala             | 1932-Adolfo Roca Lapuente      | 1933-José Cantero Ortega          | 1936-Eduardo Cañizares Navarro      | 1938-Luis Oliver Rubio                 | 1939-Bartolomé Riera Ortega. T.Col   |
| 1940-Bernabé Ortiz Esparraguera.T.Col | 1942-José Izquierdo Arroyo       | 1945-Ildefonso Medina Mogollón         | 1947-Leopoldo García Rodríguez | 1952- Ildefonso Medina Mogollón   | 1953-Juan Gutiérrez-Maturana Matheu | 1957-Luis Valero Col                   | 1960-Cesáreo Justel Cadierno         |
| 1962-Enrique Gastesi Barreiro         | 1963-Enrique de Muslera González | 1966-Fidel Cátedra Román               | 1970-Gervasio Martín Cotano    | 1972-Juan Camacho Collazo         | 1976-Leandro Blanco González        | 1980-José Cruz Requejo                 | 1980-Pedro Vallespín González-Valdés |
| 1981-Carlos Torres Espiga             | 1984-Hermenegildo García Briones | 1985-Celestino Sanz Hurtado de Mendoza | 1987-Tomás Quecedo González    | 1989-José Gallego del Pueyo       | 1991-Oliverio Celemín Peña          | 1993-Francisco M. García Almenta Dobón | 1995-Juan José Antolín Heriz         |
| 1997-José Manuel Mollá Ayuso          | 1999-Alfonso Guillén Regodón     | 2001-Luis Martín Aragonés              | 2003-Alberto Asarta Cuevas     | 2005-Nicolás de Bari Millán Cruz  | 2007-Santiago Cubas Roig            | 2009-Jerónimo de Gregorio y Monmeneu   | 2011-Pedro José Cabanach Villa       |

Nota: El último coronel jefe de este regimiento y, a su vez, el primer coronel jefe del mismo regimiento, pero ya con el sobrenombre de «Infantería Mecanizada» fue Fidel Cátedra Román en 1966.

## Enseñas históricas
En el Museo del Ejército se guardan ocho banderas, seis con colores nacionales y dos blancas.
- «Bandera Coronela», de color blanco.
- «Bandera del Batallón», de color blanco.

Las que tienen los colores de la bandera nacional son las siguientes:
- Dos entregadas al regimiento el 16 de julio de 1845 en Pamplona.
- Dos que sustituyen a las anteriores, que fueron entregadas el 16 de julio de 1876 en Vitoria.
- Dos, que a su vez sustituyen a las anteriores, se entregaron el 7 de mayo de 1902 en Badajoz.
- Una de las anteriores fue cambiada en 1941 y se depositó la antigua en el Museo del Ejército.
- En el año 1968, la otra fue sustituida por un estandarte al pasar el regimiento a ser «unidad mecanizada».
- Este estandarte se cambió el 18 de diciembre de 1983 por otro como consecuencia del cambio del Escudo Nacional y se entregó al Ayuntamiento de Badajoz para su custodia.

## Patronos
El regimiento tuvo a lo largo de su historia varios patronos. Desde la creación del regimiento hasta septiembre de 1829 fue patrón san Pedro de Alcántara. A partir de esa fecha se nombró patrona del regimiento a la Virgen del Carmen, ya que el día de su festividad, el 16 de julio, tuvo lugar en las inmediaciones de la población jienense de Santa Elena la batalla de las Navas de Tolosa en el año 1212, en la que el rey Alfonso VIII junto a las tropas navarras de Sancho VII de Navarra y las aragonesas de Pedro II de Aragón se enfrentaron al ejército numéricamente superior del califa almohade Muhammad an-Nasir. La batalla fue el resultado de la cruzada emprendida por el rey Alfonso VIII, el arzobispo de Toledo Rodrigo Jiménez de Rada y el papa Inocencio III contra los almohades que dominaban al-Ándalus. El encuentro se saldó con una importante victoria del bando cristiano y fue un punto álgido de la Reconquista, pues supuso el principio del fin de la presencia musulmana en la península ibérica.
Más adelante, en el año 1892, se declaró «Patrona única del Arma de Infantería» a la Inmaculada Concepción, mediante una Real Orden de 12 de noviembre con Decreto Oficial 248 (D. O. 248), que sigue en la actualidad como única patrona.

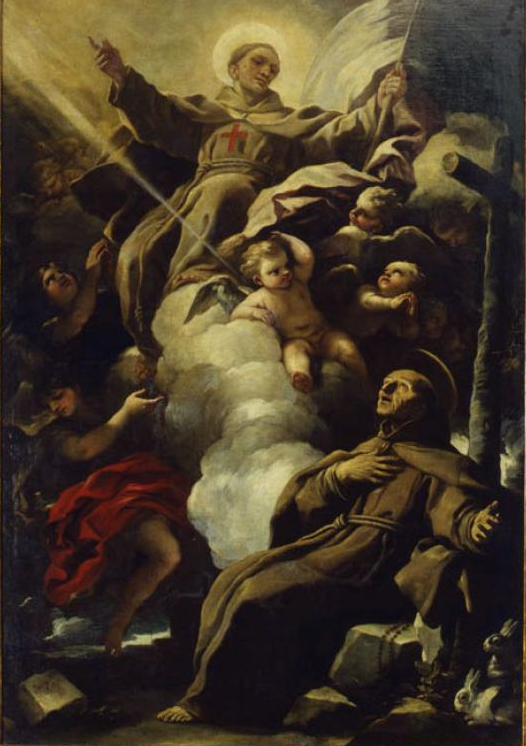
La aparición de Juan Capistrano a Pedro de Alcántara, obra de Luca Giordano
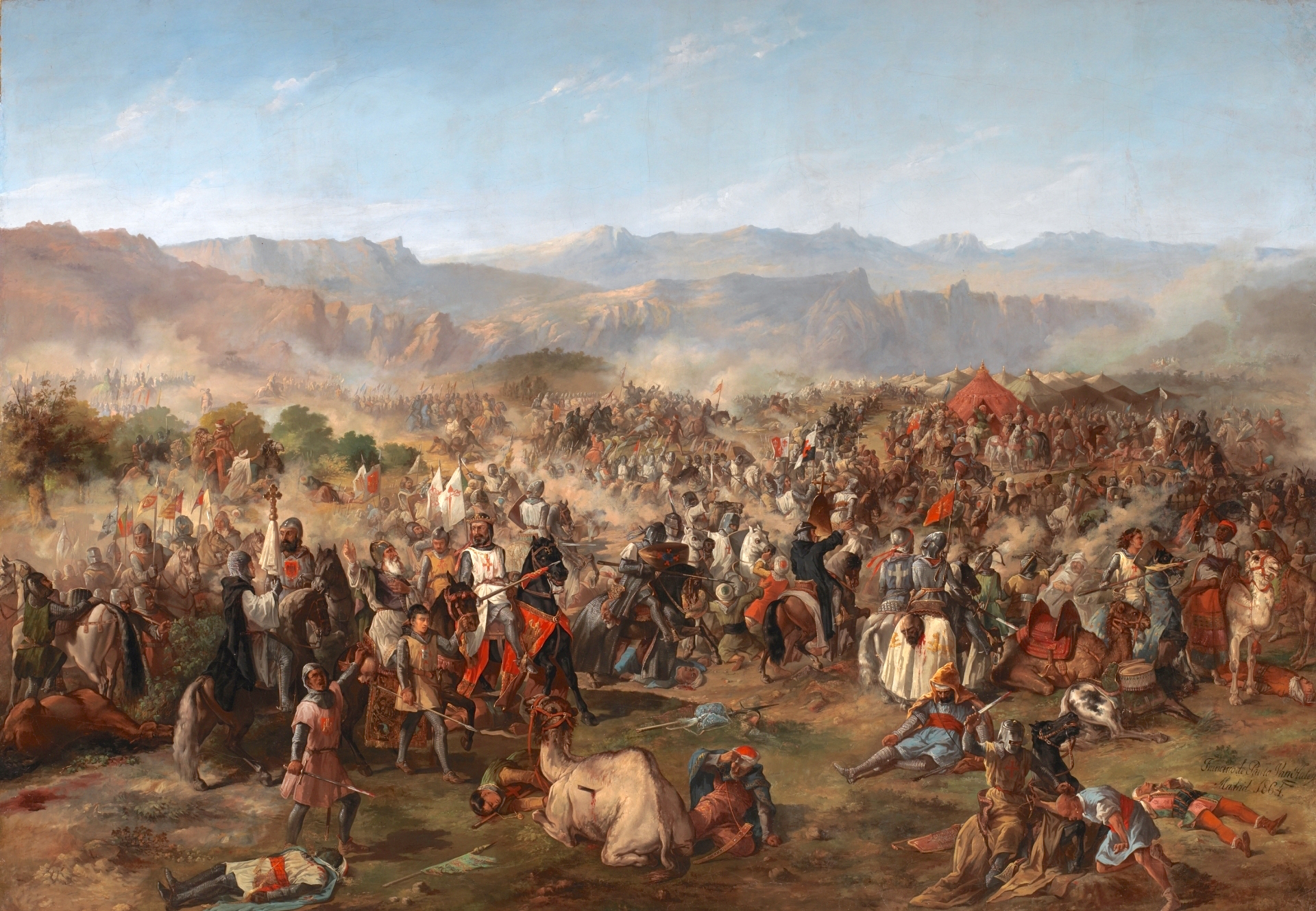
Batalla de Las Navas de Tolosa, de Van Halen, expuesta en el palacio del Senado (Madrid)
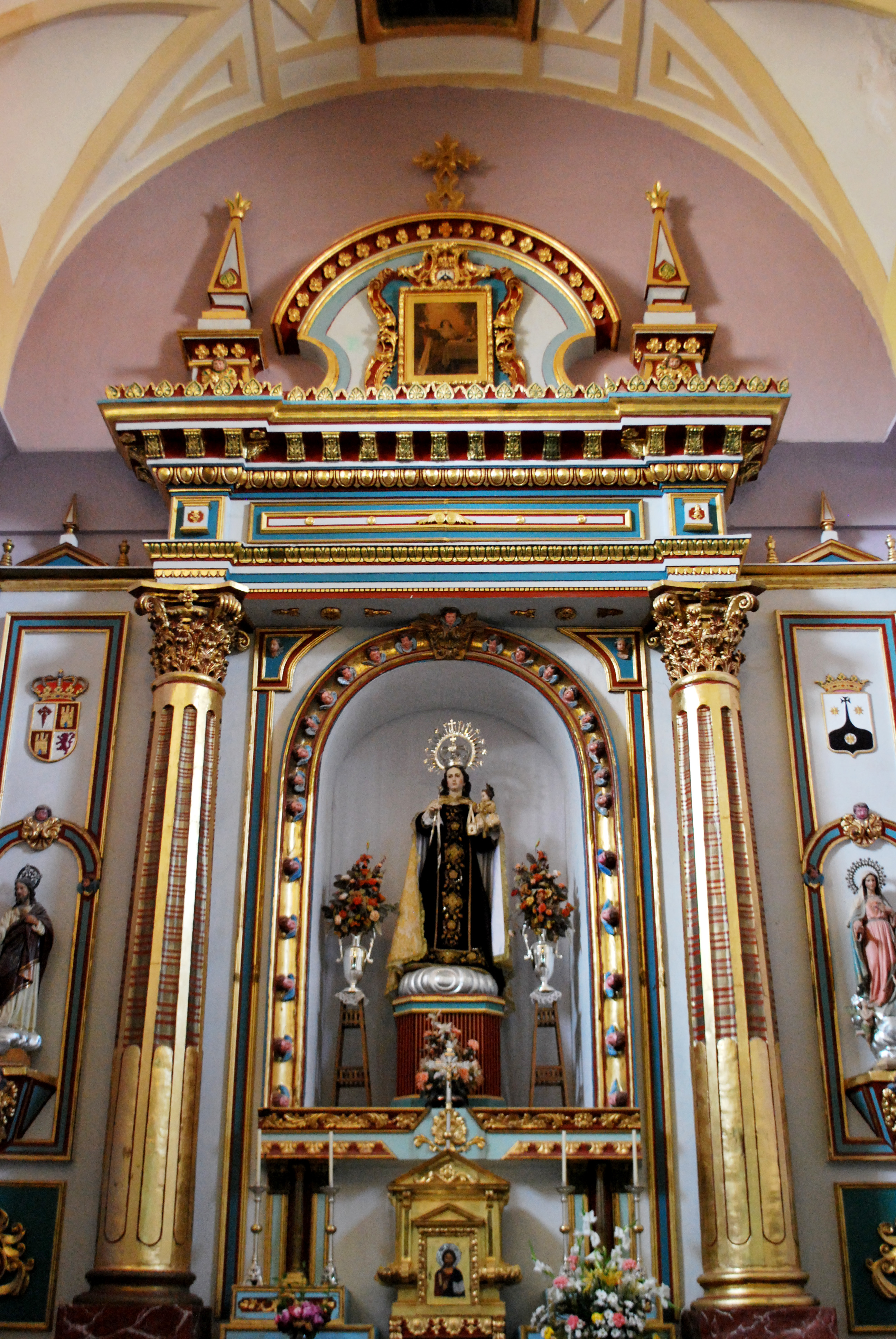
Virgen del Carmen en Liétor (Albacete)
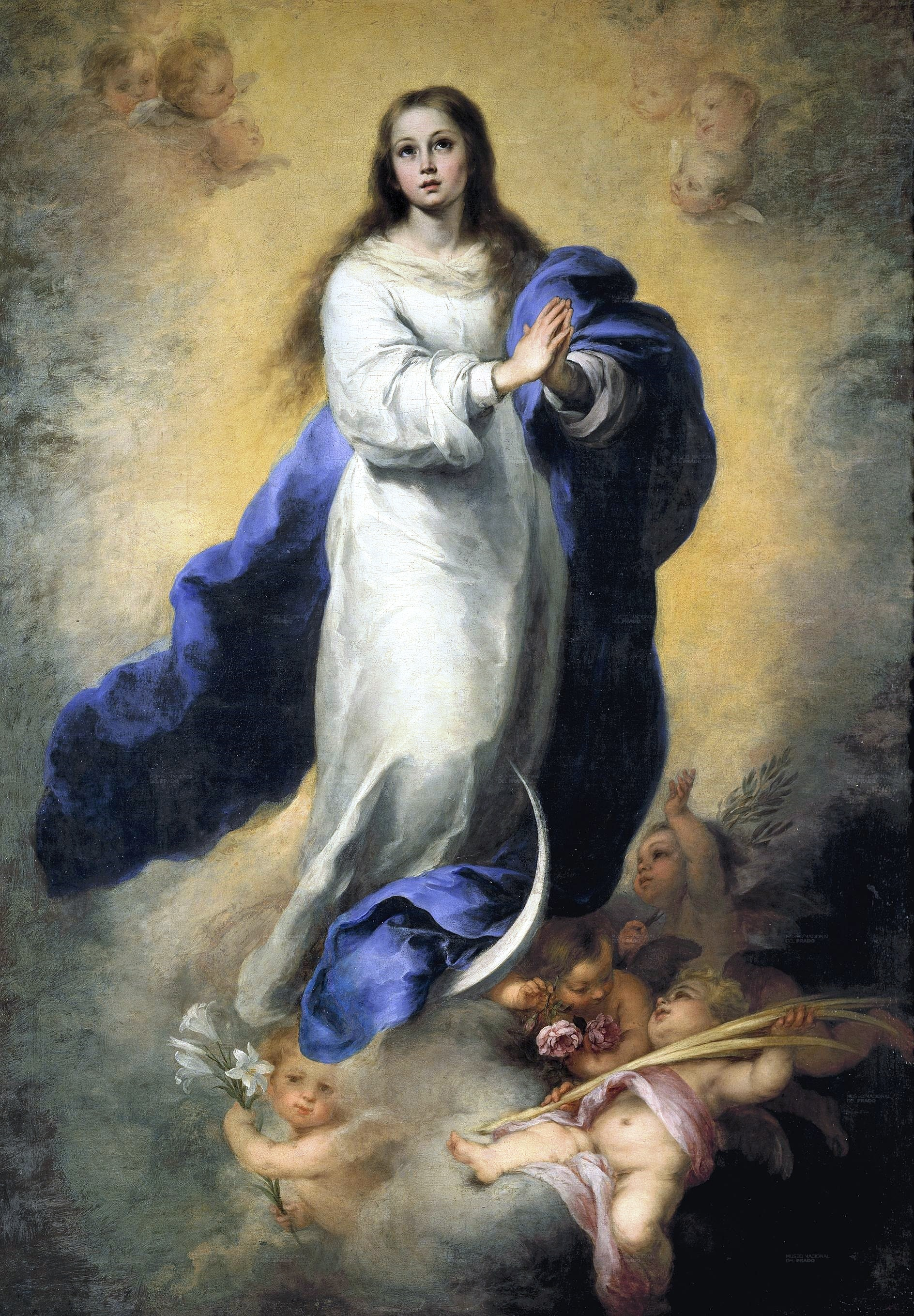
La Inmaculada del Escorial, por Murillo

## Himno del regimiento
El himno del regimiento fue compuesto por el músico mayor Bonifacio Gil en 1924. La partitura original se conserva en el museo del RIMZ Castilla n.º 16 en Bótoa (Badajoz). Bonifacio Gil empezó su vida militar de tambor en el regimiento «La Lealtad» en Burgos, pasó al «Regimiento Zamora» en Ferrol como músico de primera, sacó las oposiciones a director de Bandas Militares con el número uno y llegó a alcanzar el grado de comandante director de música. Estuvo destinado en el regimiento desde 1924 hasta 1947. En esa época se dedicó a recopilar el folclore extremeño y la Diputación de Badajoz editó su obra titulada Cancionero popular de Extremadura en dos volúmenes. También fue director del Conservatorio de Música de Badajoz. La letra la compuso el capitán José Castillo:
| Soldado soy del Castilla del 16 Regimiento he de mostrarme contento y de sentir alegría           | Feliz la de ser Soldado en Patria de libertades libertades conquistadas con la sangra derramada al calor de un ¡Viva España! | Atacar, atacar atacar con valor saber vencer o morir                  |
| Por honor y por hombría el Soldado Español ha de conservar su historia más que su vida, su gloria | El lema que es nuestro honor ser siempre fiel yo prometo gritando con energía saber vencer o morir CASTILLA fue siempre así  | Letra del capitán José Castillo Música del músico mayor Bonifacio Gil |